# Список птахів Мексики

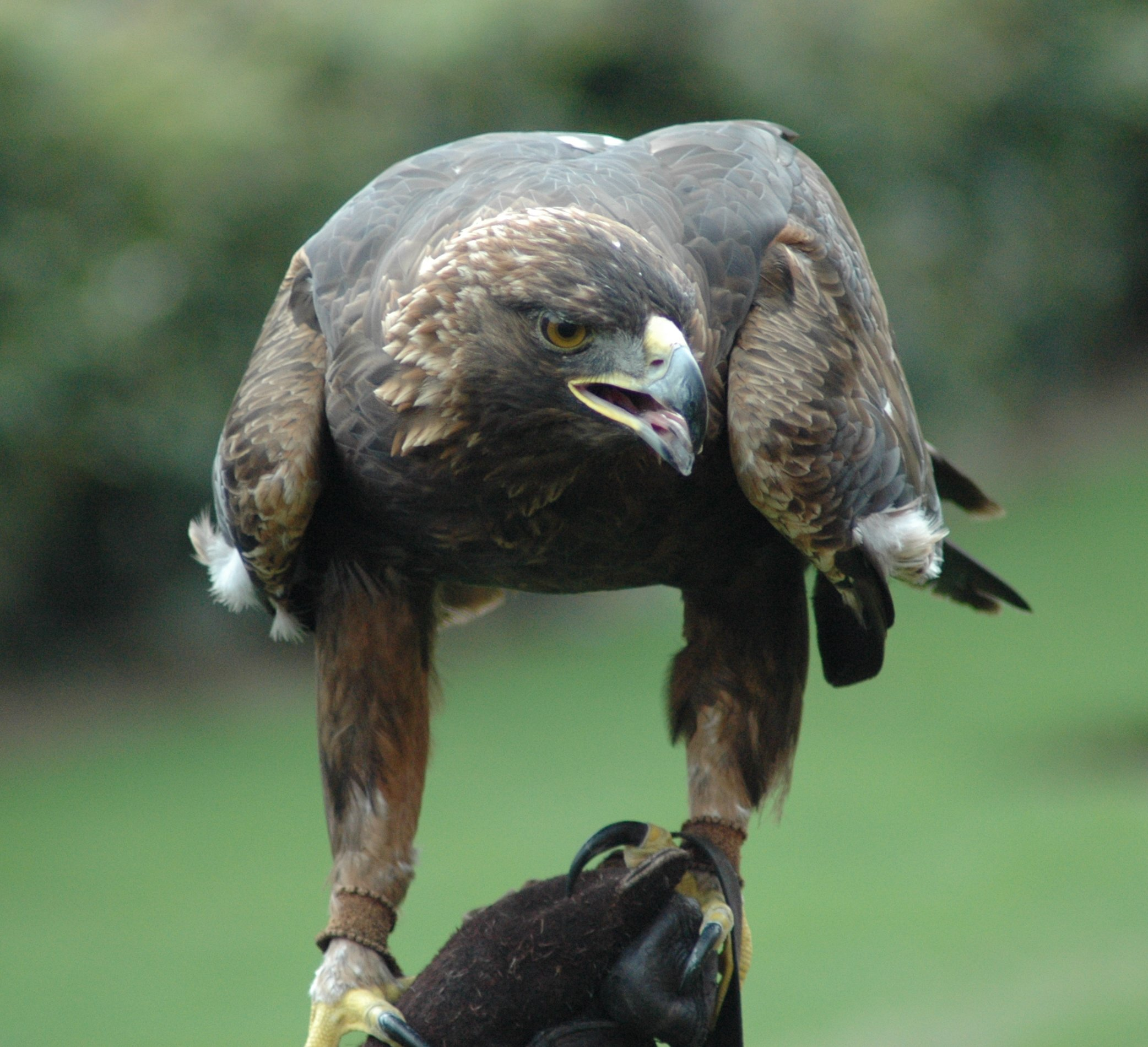
Беркут — національний птах Мексики.

Це список видів птахів, зареєстрованих у Мексиці. Станом на грудень 2019 року, згідно з Bird Checklist of the World, орнітофауна Мексики включала 1122 види. Згодом додано ще один вид. З цих 1123 видів 101 рідкісний або випадковий, 10 інтродуковані людиною, 112 ендемічних, а ще п'ять розмножуються лише в Мексиці, хоча їх нерозмножувальний ареал більший. Також чотири види вимерли, 68 є вразливими або зникаючими у всьому світі, і три з останніх також можуть бути вимерлими.

## Позначки
- (А) Випадковий — вид, який рідко або випадково трапляється в Мексиці
- (Е) Ендемік — ендемічний для Мексики вид
- (I) Інтродукований — вид, інтродукований до Мексики як наслідок людських дій

## Тинаму
Родина Тинамові (Tinamidae)

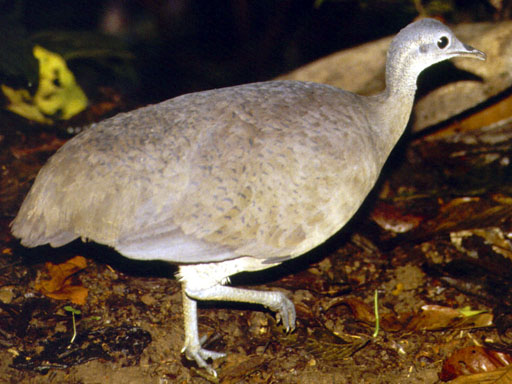
Два підвиди великого тинаму трапляються на південному сході Мексики.

- Тинаму великий, Tinamus major  NT
- Татаупа малий, Crypturellus soui
- Татаупа чагарниковий, Crypturellus cinnamomeus
- Татаупа сірогрудий, Crypturellus boucardi

## Гусеподібні
Родина Качкові(Anatidae)

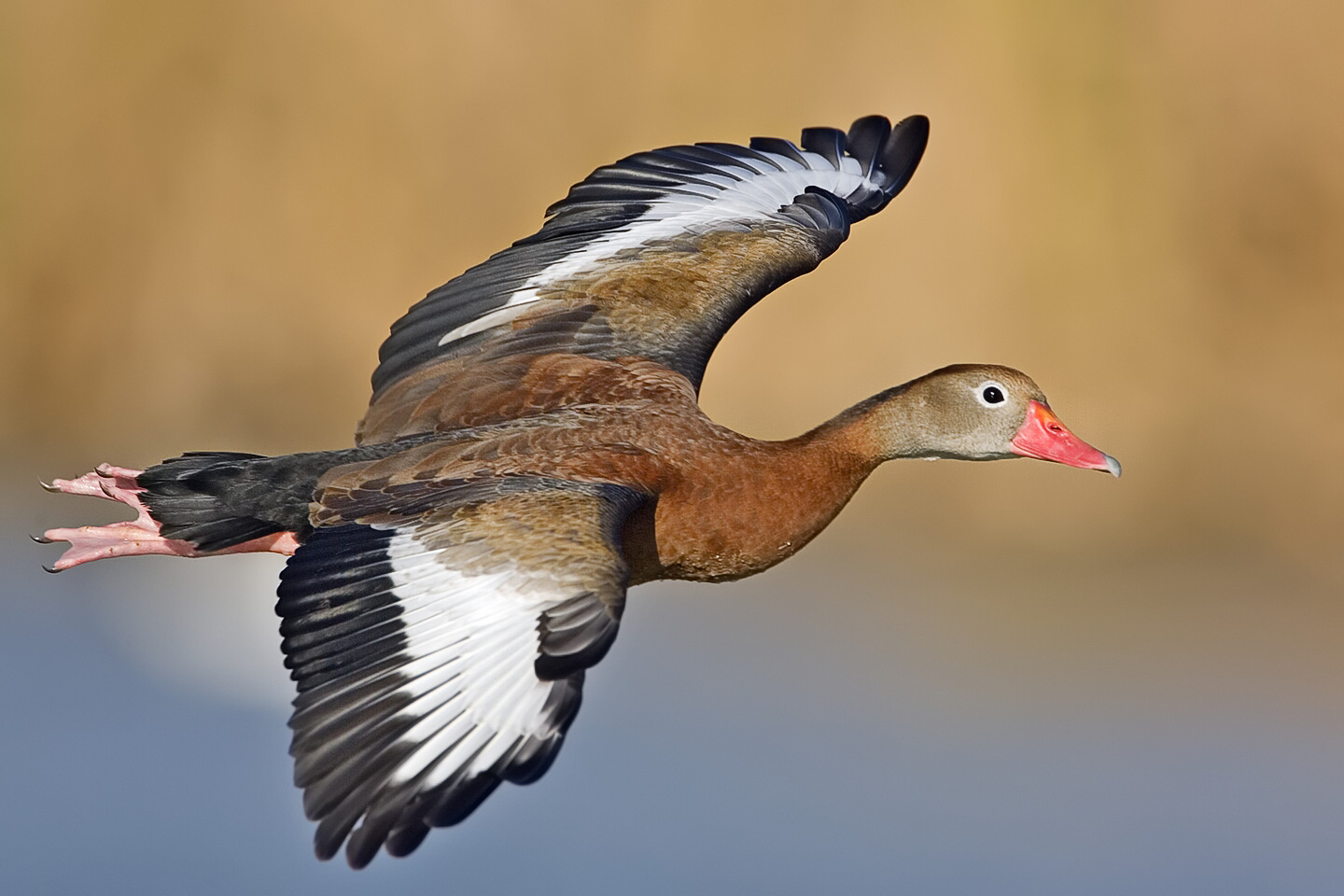
Dendrocygna autumnalis широко поширена в Мексиці.

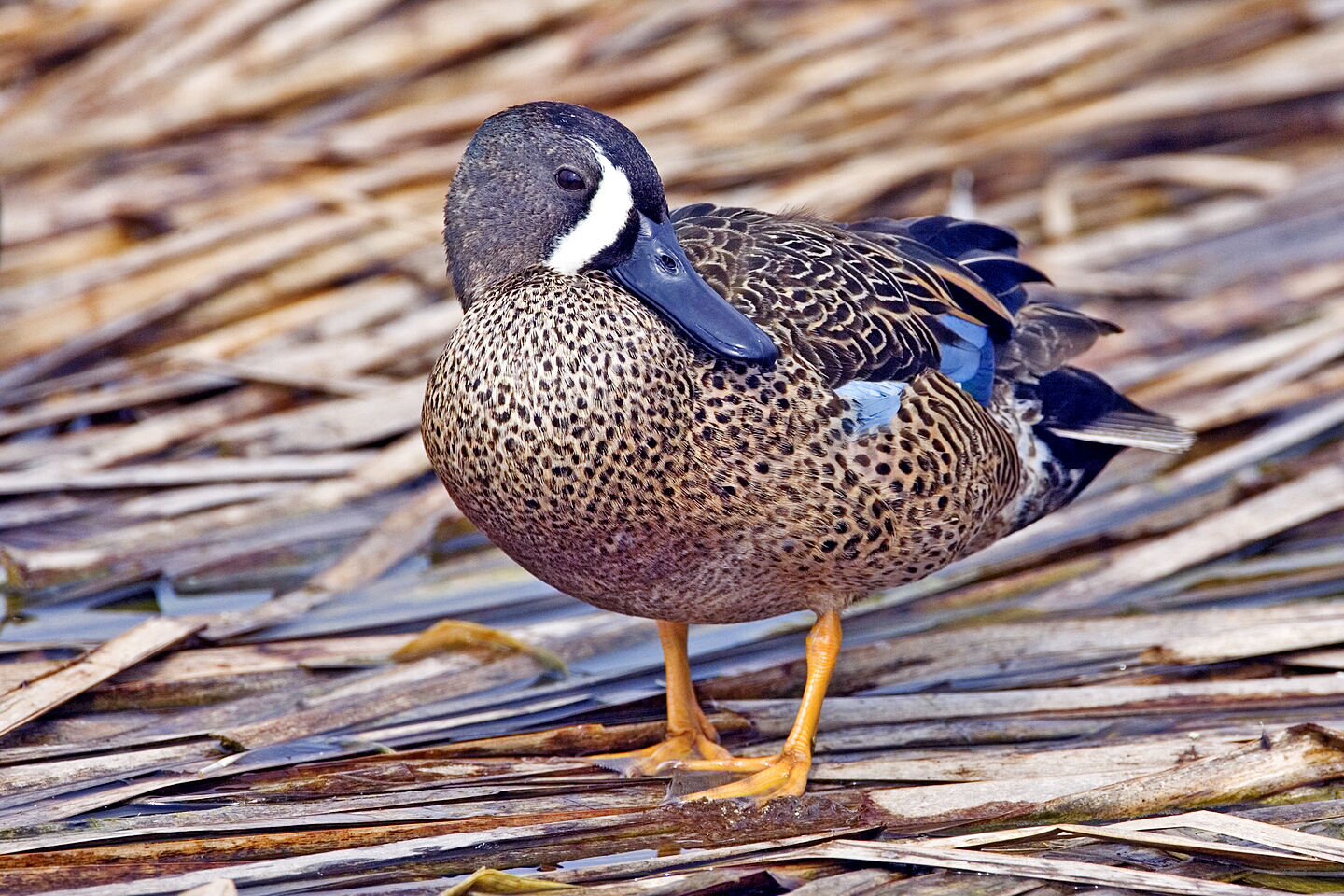
Spatula discors — звичайний на зимівлі по всій країні.

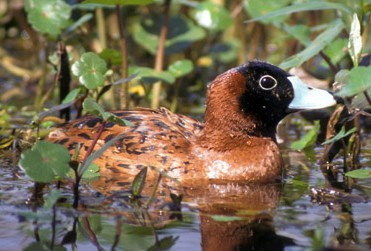
Савка маскова (Nomonyx dominicus) — рідкісний мешканець як на Атлантичному, так і на Тихоокеанському схилах.

- Свистач червонодзьобий, Dendrocygna autumnalis
- Свистач рудий, Dendrocygna bicolor
- Гуска біла, Anser caerulescens
- Гуска Росса, Anser rossii
- Гуска білолоба, Anser albifrons
- Казарка чорна, Branta bernicla
- Казарка мала, Branta hutchinsii
- Казарка канадська, Branta canadensis
- Лебідь-трубач, Cygnus buccinator (A)
- Лебідь чорнодзьобий, Cygnus columbianus
- Качка мускусна, Cairina moschata
- Каролінка, Aix sponsa
- Чирянка велика, Spatula querquedula, (A)
- Чирянка блакитнокрила, Spatula discors
- Чирянка руда, Spatula cyanoptera
- Широконіска, Spatula clypeata
- Нерозень, Mareca strepera
- Свищ євразійський, Mareca penelope
- Свищ американський, Mareca americana
- Крижень, Anas platyrhynchos
- Крижень мексиканський, Anas diazi
- Крижень флоридський, Anas fulvigula
- Шилохвіст, Anas acuta
- Чирянка мала, Anas crecca
- Попелюх довгодзьобий, Aythya valisineria
- Попелюх американський, Aythya americana
- Чернь канадська, Aythya collaris
- Чернь морська, Aythya marila
- Каменярка, Histrionicus histrionicus (A)
- Турпан білолобий, Melanitta perspicillata
- Турпан горбатодзьобий, Melanitta deglandi
- Синьга американська, Melanitta americana  NT
- Морянка, Clangula hyemalis (A)  VU
- Гоголь малий, Bucephala albeola
- Гоголь зеленоголовий, Bucephala clangula
- Гоголь ісландський, Bucephala islandica (A)
- Крех жовтоокий, Lophodytes cucullatus
- Крех великий, Mergus merganser
- Крех середній, Mergus serrator
- Савка маскова, Nomonyx dominicus
- Савка американська, Oxyura jamaicensis

## Куроподібні
Родина Краксові (Cracidae)
- Чачалака східна, Ortalis vetula

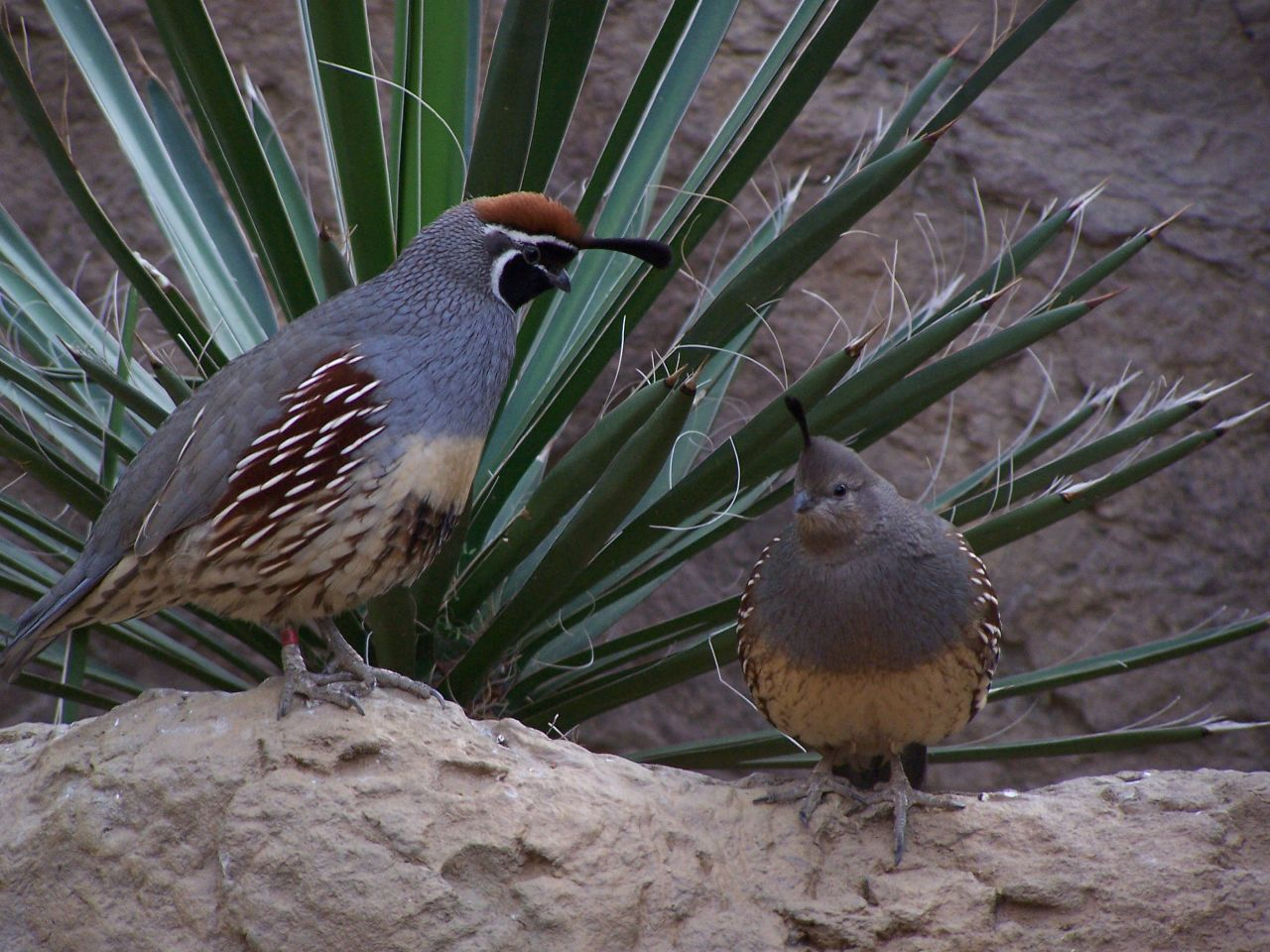
Перепелиця жовтогруда, Callipepla gambelii

- Чачалака рудогруда, Ortalis wagleri (E)
- Чачалака західна, Ortalis poliocephala (E)
- Чачалака білочерева, Ortalis leucogastra
- Пенелопа чубата, Penelope purpurascens
- Пенелопа мексиканська, Penelopina nigra  VU
- Пенелопа рогата, Oreophasis derbianus  EN
- Кракс великий, Crax rubra  VU

Родина Токрові (Odontophoridae)
- Перепелиця гірська, Oreortyx pictus
- Перепелиця білолоба, Dendrortyx leucophrys
- Перепелиця чорногорла, Dendrortyx macroura  (E)
- Перепелиця мексиканська, Dendrortyx barbatus  (E)  VU
- Перепелиця смугаста, Philortyx fasciatus (E)
- Перепелиця віргінська, Colinus virginianus  NT
- Перепелиця білоброва, Colinus nigrogularis
- Перепелиця строкатобока, Callipepla squamata
- Перепелиця жовточуба, Callipepla douglasii (E)
- Перепелиця каліфорнійська, Callipepla californica
- Перепелиця жовтогруда, Callipepla gambelii
- Перепелиця-клоун мексиканська, Cyrtonyx montezumae
- Перепелиця-клоун західна, Cyrtonyx ocellatus  VU
- Перепелиця довгопала, Dactylortyx thoracicus
- Токро чубатий, Odontophorus guttatus

Родина Фазанові (Phasianidae)
- Індик великий, Meleagris gallopavo
- Індик малий, Meleagris ocellata  NT
- Фазан звичайний, Phasianus colchicus (I)

## Фламінгоподібні
Родина Фламінгові (Phoenicopteridae)
- Фламінго червоний, Phoenicopterus ruber

## Пірникозоподібні
Родина Пірникозові (Podicipedidae)

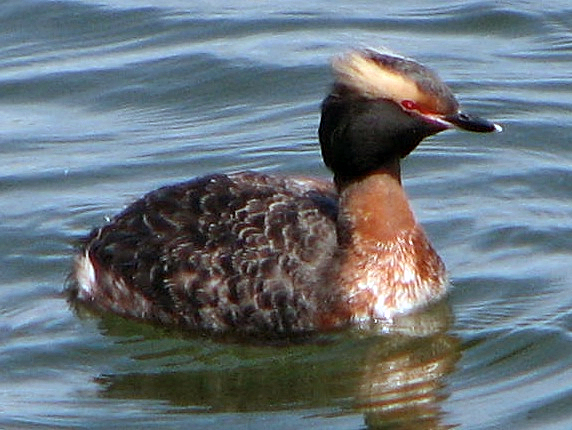
Пірникоза червоношия, Podiceps auritus

- Пірникоза домініканська, Tachybaptus dominicus
- Пірникоза рябодзьоба, Podilymbus podiceps
- Пірникоза червоношия, Podiceps auritus  VU
- Пірникоза сірощока, Podiceps grisegena (A)
- Пірникоза чорношия, Podiceps nigricollis
- Пірникоза західна, Aechmophorus occidentalis
- Пірникоза Кларка, Aechmophorus clarkii

## Голубоподібні

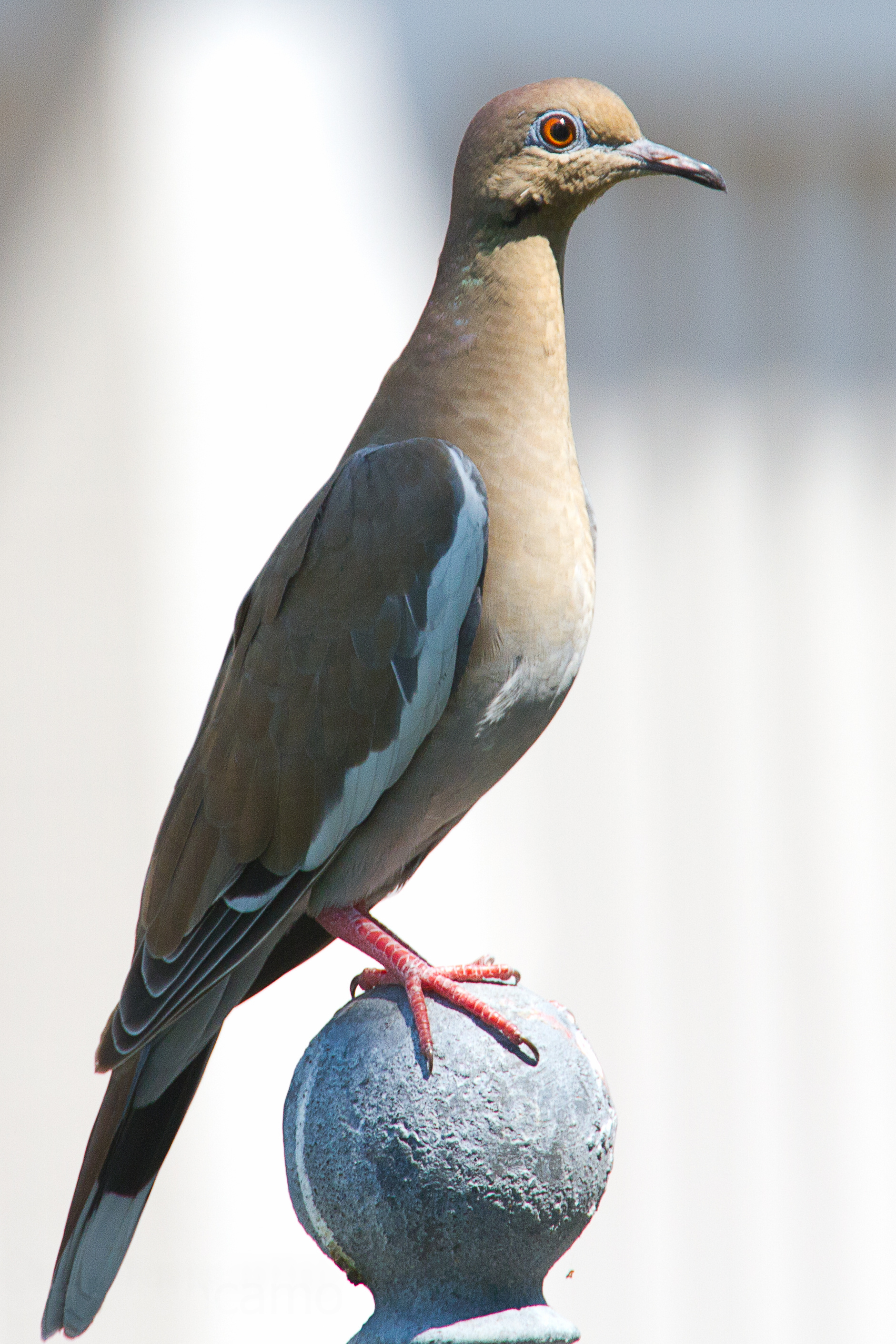
Zenaida asiatica

Родина Голубові (Columbidae) 
- Голуб сизий, Columba livia (I)
- Голуб рожевошиїй, Patagioenas cayennensis
- Голуб строкатий, Patagioenas speciosa
- Голуб карибський, Patagioenas leucocephala  NT
- Голуб жовтодзьобий, Patagioenas flavirostris
- Голуб каліфорнійський, Patagioenas fasciata
- Голуб короткодзьобий, Patagioenas nigrirostris
- Streptopelia roseogrisea (I)
- Горлиця садова, Streptopelia decaocto (I)
- Горлиця китайська, Spilopelia chinensis (I)
- Голуб мандрівний, Ectopistes migratorius  EX
- Горличка-інка мексиканська, Columbina inca
- Талпакоті строкатоголовий, Columbina passerina
- Талпакоті малий, Columbina minuta
- Талпакоті коричневий, Columbina talpacoti
- Талпакоті сірий, Claravis pretiosa
- Paraclaravis mondetoura
- Голубок бурий, Geotrygon montana
- Горличка білолоба, Leptotila verreauxi
- Горличка ямайська, Leptotila jamaicensis
- Горличка сірогруда, Leptotila cassinii
- Горличка мексиканська, Leptotila plumbeiceps
- Голубок веракрузький, Zentrygon carrikeri (E)  EN
- Голубок мексиканський, Zentrygon albifacies
- Zenaida asiatica
- Zenaida aurita
- Зенаїда північна, Zenaida macroura
- Зенаїда сокорська, Zenaida graysoni (E)  EN

## Зозулеподібні
Родина Зозулеві (Cuculidae)
- Ані товстодзьобий, Crotophaga ani
- Ані малий, Crotophaga sulcirostris
- Тахете, Tapera naevia
- Таязура-клинохвіст велика, Dromococcyx phasianellus
- Таязура руда, Morococcyx erythropygus
- Таязура-подорожник мала, Geococcyx velox
- Таязура-подорожник каліфорнійська, Geococcyx californianus
- Піая велика, Piaya cayana
- Кукліло північний, Coccyzus americanus
- Кукліло мангровий, Coccyzus minor
- Кукліло чорнодзьобий, Coccyzus erythropthalmus

## Дрімлюгоподібні
Родина Дрімлюгові (Caprimulgidae)
- Анаперо-довгокрил бурий, Lurocalis semitorquatus
- Анаперо малий, Chordeiles acutipennis
- Анаперо віргінський, Chordeiles minor
- Пораке рудощокий, Nyctidromus albicollis
- Пораке чорнощокий, Phalaenoptilus nuttallii
- Леляк мексиканський, Nyctiphrynus mcleodii (E)
- Леляк юкатанський, Nyctiphrynus yucatanicus
- Дрімлюга каролінський, Antrostomus carolinensis  NT
- Дрімлюга східний, Antrostomus salvini (E)
- Дрімлюга юкатанський, Antrostomus badius
- Тукухіло, Antrostomus ridgwayi
- Дрімлюга канадський, Antrostomus vociferus  NT
- Дрімлюга мексиканський, Antrostomus arizonae
- Дрімлюга світлобровий, Hydropsalis maculicaudus

Родмна Потуєві (Nyctibiidae)
- Поту великий, Nyctibius grandis
- Поту ямайський, Nyctibius jamaicensis

## Серпокрильцеподібні
Родина Серпокрильцеві (Apodidae)
- Свіфт західний, Cypseloides niger  VU
- Свіфт гуєрерський, Cypseloides storeri (E)  DD
- Свіфт рудошиїй, Streptoprocne rutila
- Свіфт болівійський, Streptoprocne zonaris
- Свіфт мексиканський, Streptoprocne semicollaris (E)
- Голкохвіст східний, Chaetura pelagica  VU
- Chaetura vauxi
- Aeronautes saxatalis
- Серпокрилець-вилохвіст малий, Panyptila cayennensis
- Серпокрилець-вилохвіст великий, Panyptila sanctihieronymi

Родина Колібрієві (Trochilidae)

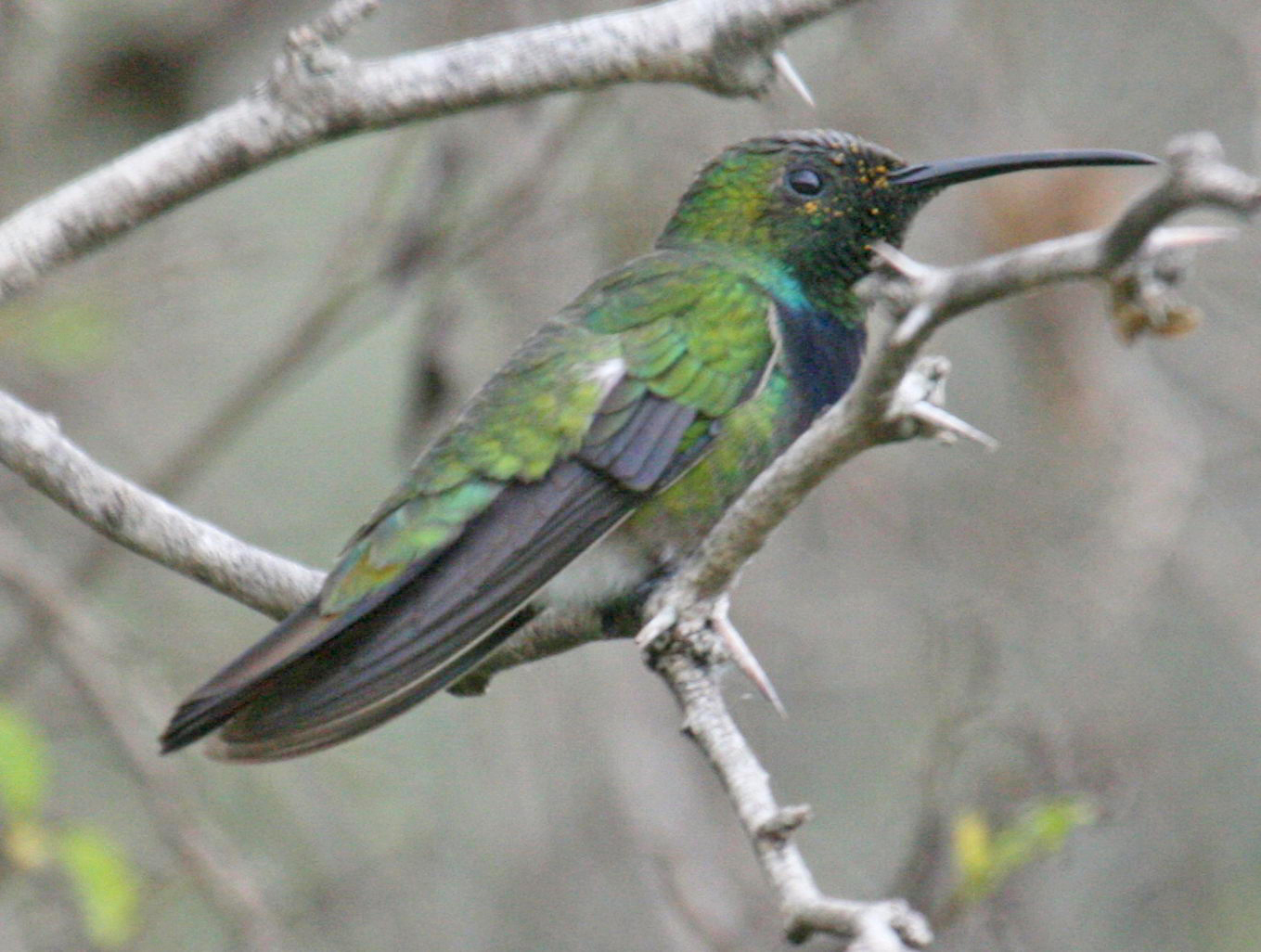
Anthracothorax prevostii

- Колібрі-якобін синьоголовий, Florisuga mellivora
- Phaethornis mexicanus
- Ерміт мексиканський, Phaethornis longirostris
- Ерміт чагарниковий, Phaethornis striigularis
- Колібрі зелений, Colibri thalassinus
- Колібрі-фея фіолетоволобий, Heliothryx barroti
- Колібрі-манго зеленогрудий, Anthracothorax prevostii
- Колібрі-кокетка короткочубий, Lophornis brachylophus (E)  CR
- Колібрі-вусань чорночубий, Lophornis helenae
- Колібрі-герцог північний, Eugenes fulgens
- Колібрі-ангел синьоголовий, Heliomaster longirostris
- Колібрі-ангел біловусий, Heliomaster constantii
- Колібрі-самоцвіт зеленогорлий, Lampornis viridipallens
- Колібрі-самоцвіт аметистовологорлий, Lampornis amethystinus
- Колібрі-самоцвіт синьогорлий, Lampornis clemenciae
- Колібрі багряногорлий, Lamprolaima rhami
- Колібрі-вилохвіст сальвадорський, Doricha enicura
- Колібрі-вилохвіст мексиканський, Doricha eliza (E)  NT
- Колібрі строкатохвостий, Tilmatura dupontii
- Колібрі-білозір пустельний, Calothorax lucifer
- Колібрі-білозір чагарниковий, Calothorax pulcher (E)
- Колібрі рубіновогорлий, Archilochus colubris
- Колібрі фіолетовогорлий, Archilochus alexandri
- Каліпта рубіновоголова, Calypte anna
- Каліпта аметистовоголова, Calypte costae
- Колібрі-ельф мексиканський, Selasphorus heloisa (E)
- Колібрі-ельф гватемальський, Selasphorus ellioti
- Каліопа, Selasphorus calliope
- Колібрі-крихітка вогнистий, Selasphorus rufus  NT
- Колібрі-крихітка каліфорнійський, Selasphorus sasin
- Колібрі-крихітка широкохвостий, Selasphorus platycercus
- Цинантус сірогорлий, Phaeoptila sordida (E)
- Цинантус синьогорлий, Cynanthus latirostris
- Цинантус трес-маріаський, Cynanthus lawrencei (E)
- Цинантус бірюзовоголовий, Cynanthus doubledayi (E)
- Колібрі-смарагд мексиканський, Cynanthus auriceps (E)
- Колібрі-смарагд козумельський, Cynanthus forficatus (E)
- Колібрі-смарагд червонодзьобий, Cynanthus canivetii
- Колібрі-сапфір мексиканський, Basilinna leucotis
- Колібрі-сапфір чорнолобий, Basilinna xantusii (E)
- Колібрі-шаблекрил клинохвостий, Pampa curvipennis (E)
- Колібрі-шаблекрил юкатанський, Pampa pampa
- Колібрі-шаблекрил довгохвостий, Pampa excellens (E)
- Колібрі-шаблекрил рудий, Pampa rufa
- Колібрі малахітовий, Abeillia abeillei
- Колібрі-шаблекрил фіолетовий, Campylopterus hemileucurus
- Колібрі-лісовичок мексиканський, Eupherusa ridgwayi (E)  VU
- Колібрі-жарокрил білохвостий, Eupherusa poliocerca (E)  NT
- Колібрі-жарокрил синьоголовий, Eupherusa cyanophrys (E)  EN
- Колібрі-жарокрил мексиканський, Eupherusa eximia
- Колібрі-шаблекрил мангровий, Phaeochroa cuvierii
- Агиртрія фіолетовоголова, Ramosomyia violiceps
- Агиртрія зеленолоба, Ramosomyia viridifrons
- Агиртрія рудобока, Ramosomyia wagneri (E)
- Агиртрія блакитноголова, Saucerottia cyanocephala
- Амазилія-берил рудокрила, Saucerottia beryllina
- Амазилія-берил синьохвоста, Saucerottia cyanura
- Амазилія руда, Amazilia rutila
- Амазилія юкатанська, Amazilia yucatanensis
- Цакатл, Amazilia tzacatl
- Агиртрія гватемальська, Chlorestes candida
- Колібрі-сапфір рудохвостий, Chlorestes eliciae

## Журавлеподібні
Родина Пастушкові (Rallidae)

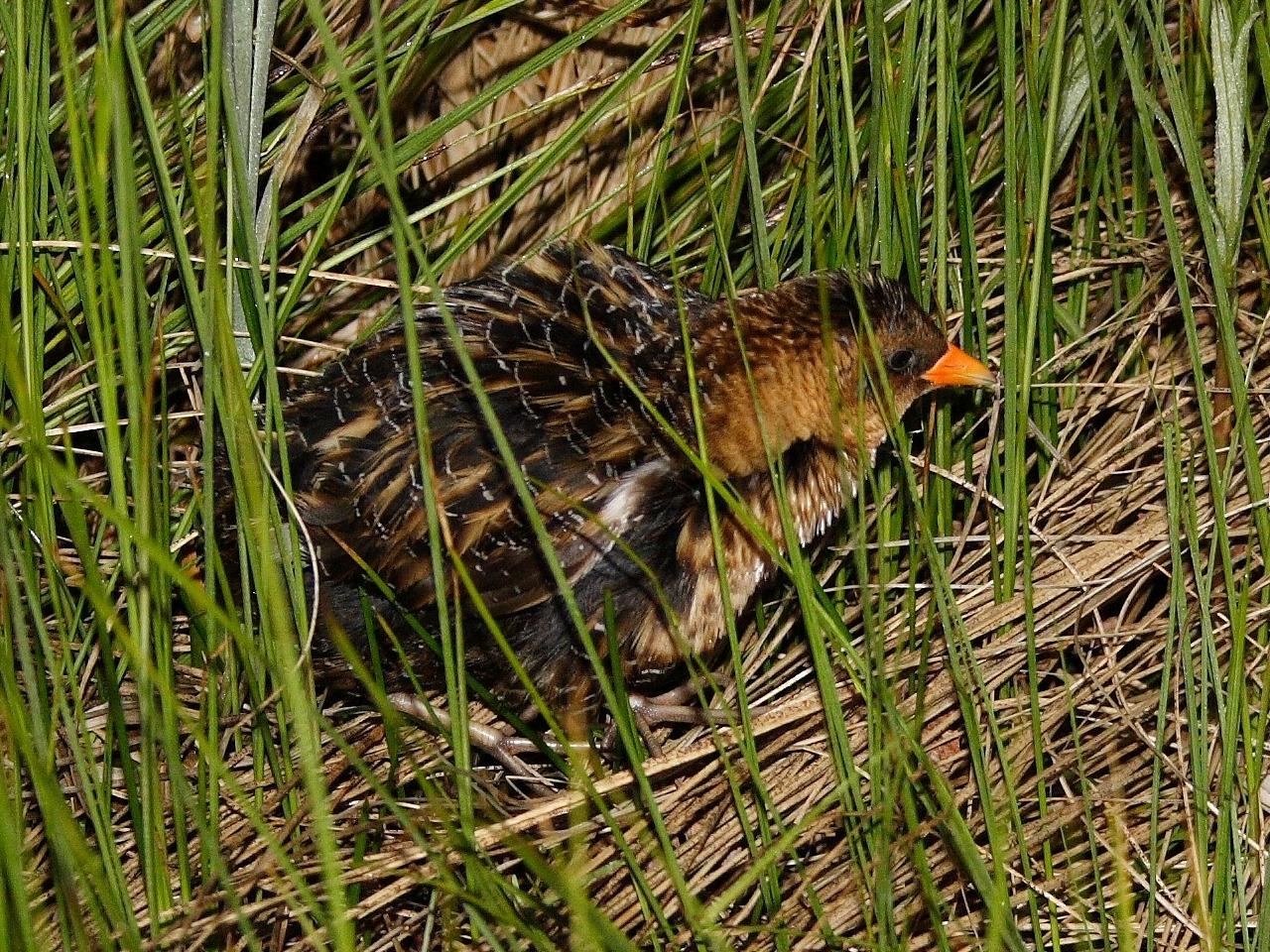
Coturnicops noveboracensis

- Пастушок строкатий, Pardirallus maculatus
- Пастушок бурий, Amaurolimnas concolor
- Пастушок гвіанський, Aramides axillaris
- Пастушок болотяний, Aramides albiventris
- Пастушок каліфорнійський, Rallus obsoletus  NT
- Пастушок узбережний, Rallus crepitans
- Пастушок тонкодзьобий, Rallus tenuirostris (E)  NT
- Пастушок королівський, Rallus elegans  NT
- Пастушок віргінський, Rallus limicola
- Погонич каролінський, Porzana carolina
- Курочка латиноамериканська, Gallinula galeata
- Лиска американська, Fulica americana (A)
- Пастушок строкатий, Pardirallus maculatus
- Погонич-пігмей жовтий, Coturnicops noveboracensis (A)
- Погонич жовтоволий, Laterallus flaviventer
- Погонич рудий, Laterallus ruber
- Погонич амазонійський, Laterallus exilis
- Погонич американський, Laterallus jamaicensis

Родина Лапчастоногові (Heliornithidae)
- Лапчастоніг неотропічний, Heliornis fulica

Родина Арамові (Aramidae)
- Арама, Aramus guarauna

Родина Журавлеві (Gruidae)
- Журавель канадський, Antigone canadensis
- Журавель американський, Grus americana (A)  EN

## Сивкоподібні
Родина Лежневі (Burhinidae)
- Лежень американський, Burhinus bistriatus

Родина Чоботарові (Recurvirostridae)
- Himantopus mexicanus
- Чоботар американський, Recurvirostra americana

Родина Куликосорокові (Haematopodidae)
- Кулик-сорока американський, Haematopus palliatus
- Кулик-сорока чорний, Haematopus bachmani

Родина Сивкові (Charadriidae)
- Чайка чилійська, Vanellus chilensis (A)
- Сивка морська, Pluvialis squatarola
- Сивка американська, Pluvialis dominica
- Сивка бурокрила, Pluvialis fulva
- Хрустан, Charadrius morinellus (A)
- Пісочник крикливий, Charadrius vociferus
- Пісочник канадський, Charadrius semipalmatus
- Пісочник жовтоногий, Charadrius melodus,  NT
- Пісочник довгодзьобий, Charadrius wilsonia
- Пісочник пампасовий, Charadrius collaris
- Пісочник американський, Charadrius nivosus  NT
- Пісочник гірський, Charadrius montanus  NT

Родина Яканові (Jacanidae)
- Якана жовтолоба, Jacana spinosa

Родина Баранцеві (Scolopacidae)
- Бартрамія, Bartramia longicauda

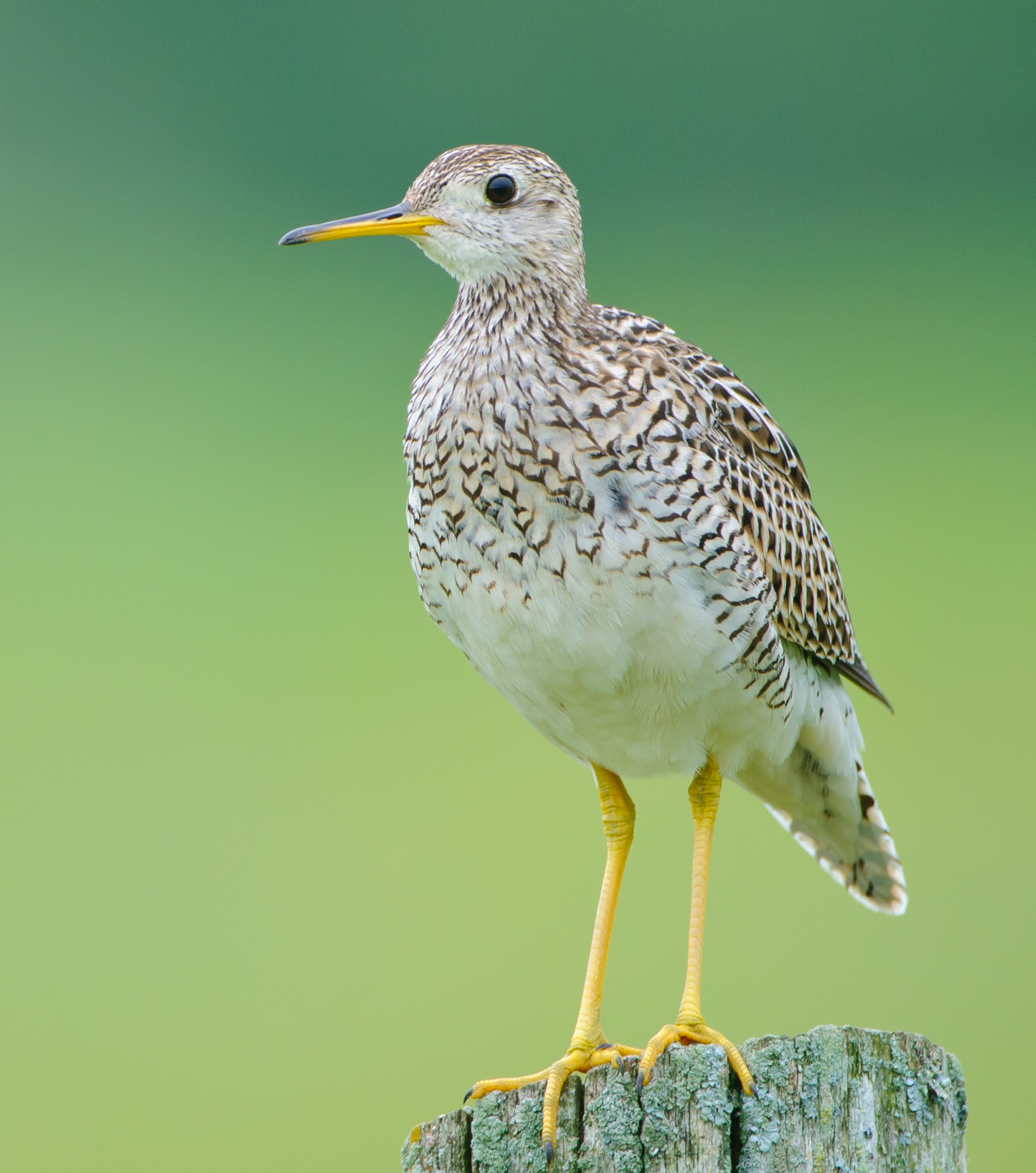
Бартрамія, Bartramia longicauda

- Кульон середній, Numenius phaeopus
- Кульон ескімоський, Numenius borealis (A)  CR
- Кульон американський, Numenius americanus
- Грицик малий, Limosa lapponica (A)  NT
- Грицик канадський, Limosa haemastica (A)
- Грицик чорнохвостий, Limosa fedoa
- Крем'яшник звичайний, Arenaria interpres
- Крем'яшник чорний, Arenaria melanocephala
- Побережник ісландський, Calidris canutus  NT
- Побережник американський, Calidris virgata
- Брижач, Calidris pugnax (A)
- Побережник гострохвостий, Calidris acuminata (A)
- Побережник довгоногий, Calidris himantopus
- Побережник червоногрудий, Calidris ferruginea (A)  NT
- Побережник білий, Calidris alba
- Побережник чорногрудий, Calidris alpina
- Побережник морський, Calidris maritima (A)
- Побережник канадський, Calidris bairdii
- Побережник малий, Calidris minuta (A)
- Побережник-крихітка, Calidris minutilla
- Побережник білогрудий, Calidris fuscicollis
- Жовтоволик, Calidris subruficollis  NT
- Побережник арктичний, Calidris melanotos
- Побережник довгопалий, Calidris pusilla  NT
- Побережник аляскинський, Calidris mauri
- Неголь короткодзьобий, Limnodromus griseus
- Неголь довгодзьобий, Limnodromus scolopaceus
- Слуква американська, Scolopax minor (A)
- Бекас Вільсона, Gallinago delicata
- Мородунка, Xenus cinereus (A)
- Actitis macularia
- Коловодник малий, Tringa solitaria
- Коловодник аляскинський, Tringa incana
- Коловодник жовтоногий, Tringa flavipes
- Коловодник американський, Tringa semipalmata
- Коловодник строкатий, Tringa melanoleuca
- Коловодник болотяний, Tringa glareola (A)
- Коловодник ставковий, Tringa stagnatilis (A)
- Плавунець довгодзьобий, Phalaropus tricolor
- Плавунець круглодзьобий, Phalaropus lobatus
- Плавунець плоскодзьобий, Phalaropus fulicarius

Родина Поморникові (Stercorariidae)
- Поморник антарктичний, Stercorarius maccormicki
- Поморник середній, Stercorarius pomarinus
- Поморник короткохвостий, Stercorarius parasiticus
- Поморник довгохвостий, Stercorarius longicaudus

Родина Алькові (Alcidae)
- Кайра тонкодзьоба, Uria aalge
- Чистун тихоокеанський, Cepphus columba (A)
- Пижик довгодзьобий, Brachyramphus marmoratus (A)  EN
- Synthliboramphus scrippsi (Vulnerable)
- Моржик крикливий, Synthliboramphus hypoleucus  EN
- Моржик каліфорнійський, Synthliboramphus craveri  VU
- Моржик чорногорлий, Synthliboramphus antiquus (A)
- Пижик алеутський, Ptychoramphus aleuticus  NT
- Конюга білочерева, Aethia psittacula (A)
- Конюга велика, Aethia cristatella (A)
- Дзьоборіг, Cerorhinca monocerata

Родина Мартинові (Laridae)
- Мартин трипалий, Rissa tridactyla
- Мартин вилохвостий, Xema sabini
- Мартин канадський, Chroicocephalus philadelphia
- Мартин звичайний, Chroicocephalus ridibundus (A)
- Мартин малий, Hydrocoloeus minutus (A)
- Мартин сірий, Leucophaeus modestus (A)
- Leucophaeus atricilla
- Мартин ставковий, Leucophaeus pipixcan
- Мартин чорнохвостий (Larus crassirostris) (A)
- Мартин червонодзьобий, Larus heermanni  NT
- Мартин сизий, Larus canus
- Мартин делаверський, Larus delawarensis
- Мартин західний, Larus occidentalis
- Мартин мексиканський, Larus livens (гніздовий ендемік)
- Мартин каліфорнійський, Larus californicus
- Мартин сріблястий, Larus argentatus
- Мартин гренландський, Larus glaucoides
- Мартин чорнокрилий, Larus fuscus (A)
- Мартин берингійський, Larus glaucescens
- Мартин полярний, Larus hyperboreus
- Мартин морський, Larus marinus (A)
- Мартин домініканський, Larus dominicanus (A)
- Крячок бурий, Anous stolidus
- Крячок атоловий, Anous minutus (A)
- Крячок білий, Gygis alba (A)
- Крячок строкатий, Onychoprion fuscata
- Крячок бурокрилий, Onychoprion anaethetus
- Крячок карибський, Sternula antillarum
- Крячок чорнодзьобий, Gelochelidon nilotica
- Крячок каспійський, Hydroprogne caspia
- Крячок чорний, Chlidonias niger
- Крячок рожевий, Sterna dougallii
- Крячок річковий, Sterna hirundo
- Крячок полярний, Sterna paradisaea
- Крячок неоарктичний, Sterna forsteri
- Крячок королівський, Thalasseus maxima
- Крячок рябодзьобий, Thalasseus sandvicensis
- Крячок каліфорнійський, Thalasseus elegans  NT
- Водоріз американський, Rynchops niger

## Тіганоподібні
Родина Тіганові (Eurypygidae)
- Тігана, Eurypyga helias (A)

## Фаетоноподібні

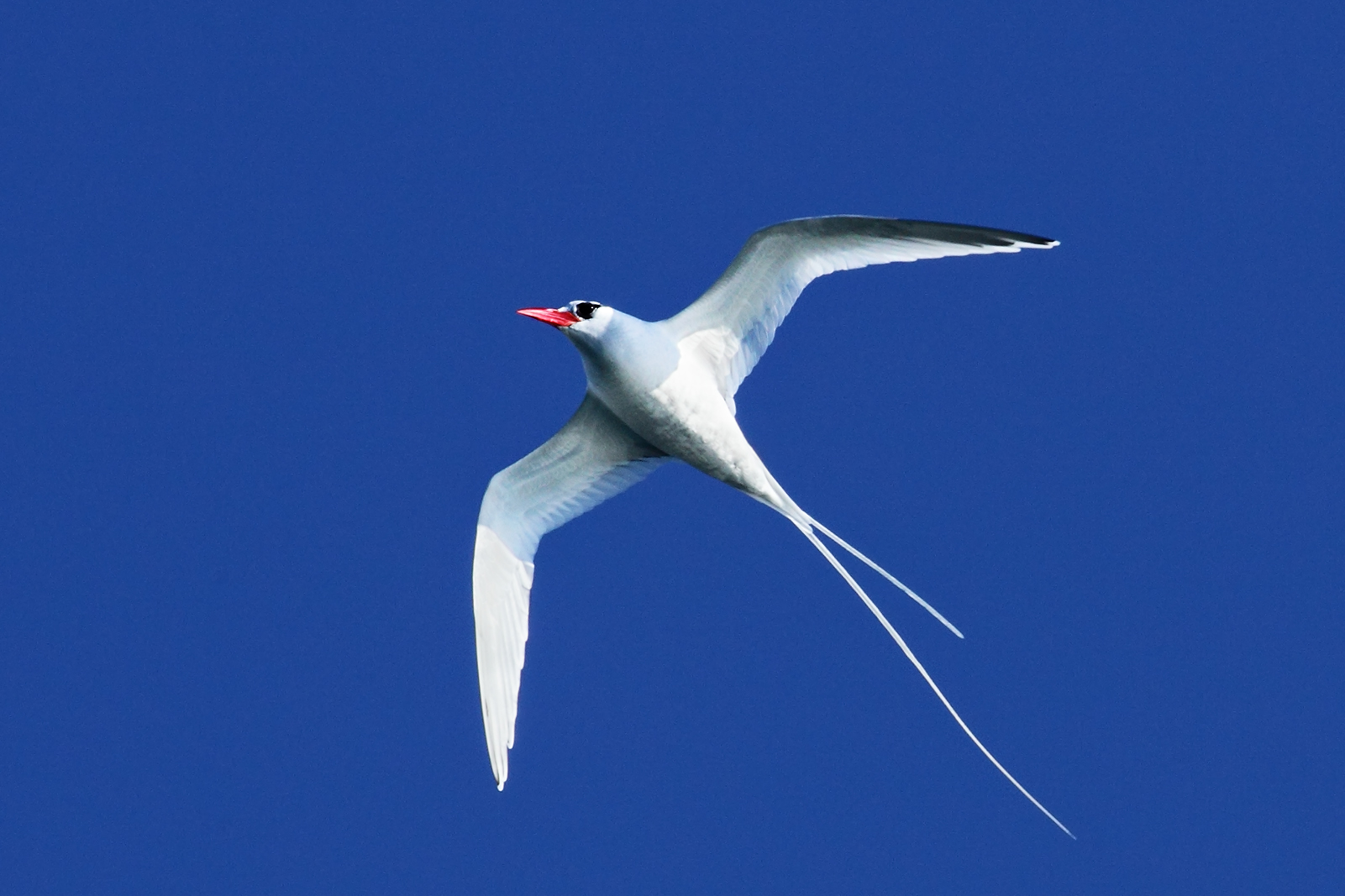
Фаетон червонодзьобий, Phaethon aethereus

- Фаетон білохвостий, Phaethon lepturus (A)
- Фаетон червонодзьобий, Phaethon aethereus
- Фаетон червонохвостий Phaethon rubricauda (A)

## Гагароподібні
Родина Гагарові (Gaviidae)
- Гагара червоношия, Gavia stellata

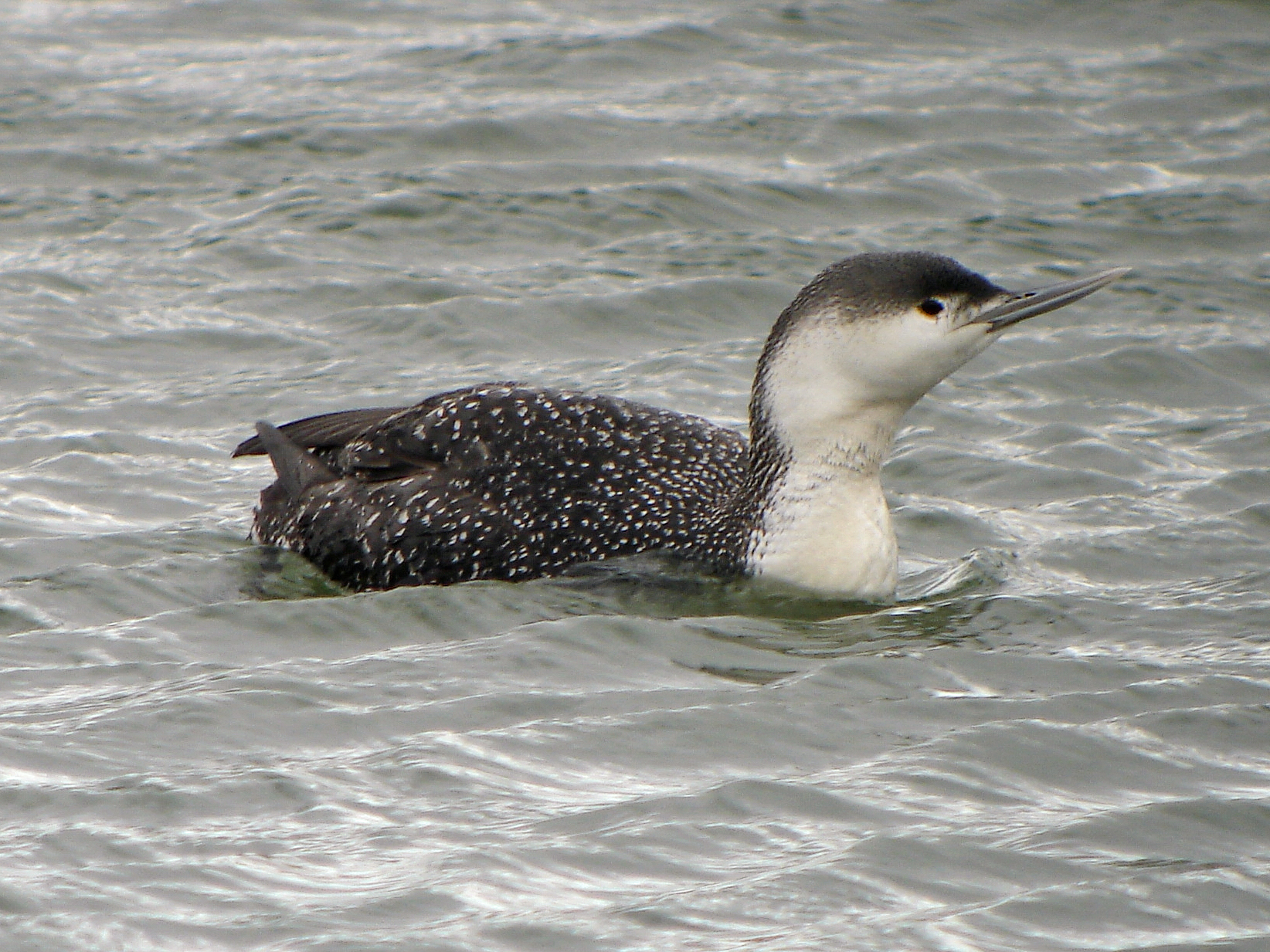
Червоношиї гагари зимують у північно-західних прибережних районах.

- Гагара чорношия, Gavia arctica (A)
- Гагара білошия, Gavia pacifica
- Гагара полярна, Gavia immer
- Гагара білодзьоба, Gavia adamsii (A)  NT

## Буревісникоподібні
Родина Альбатросові (Diomedeidae)
- Альбатрос гавайський, Phoebastria immutabilis  NT
- Альбатрос чорноногий, Phoebastria nigripes  NT
- Альбатрос жовтоголовий, Phoebastria albatrus (A)  VU

Родина Океанничні (Oceanitidae)
- Океанник Вільсона, Oceanites oceanicus (A)
- Фрегета чорночерева, Fregetta tropica (A)

Родина Качуркові (Hydrobatidae)
- Качурка сиза, Hydrobates furcatus (A)
- Качурка північна, Hydrobates leucorhous  VU
- Качурка негроанська, Oceanodroma socorroensis (E)  EN
- Oceanodroma cheimomnestes  VU
- Качурка фаралонська, Hydrobates homochroa  EN
- Качурка мадерійська, Hydrobates castro (A)
- Качурка галапагоська, Hydrobatesa tethys
- Качурка чорна, Hydrobates melania
- Качурка гваделупська, Hydrobates macrodactylus (E)  CR
- Качурка каліфорнійська, Hydrobates microsoma

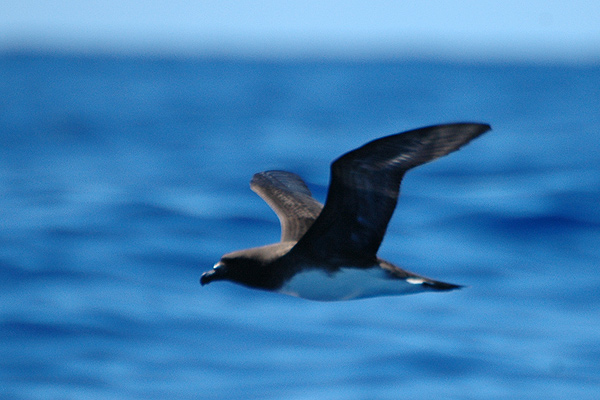
Pterodroma rostrata

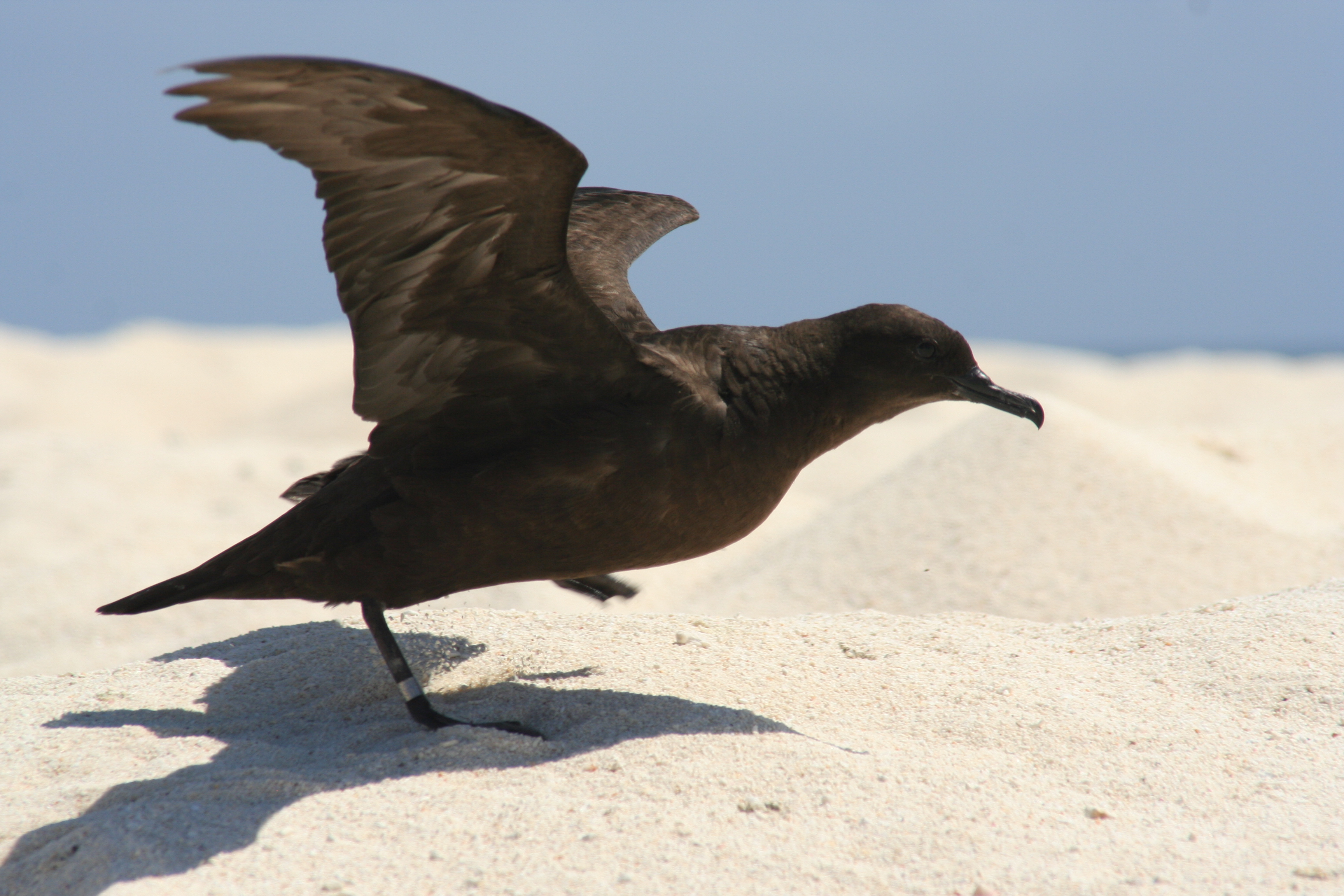
Буревісник острівний, Puffinus nativitatis

Родина Буревісникові (Procellariidae)
- Буревісник кочівний, Fulmarus glacialis
- Тайфунник кермадецький, Pterodroma neglecta (A)
- Тайфунник-провісник, Pterodroma heraldica (A)
- Тайфунник Мерфі, Pterodroma ultima (A)
- Тайфунник тихоокеанський, Pterodroma externa  VU
- Тайфунник галапагоський, Pterodroma phaeopygia (A)  CR
- Тайфунник макаулійський, Pterodroma cervicalis (A)  VU
- Тайфунник Кука, Pterodroma cookii  VU
- Pterodroma rostrata (A)  NT
- Бульверія тонкодзьоба, Bulweria bulwerii (A)
- Буревісник чорний, Procellaria parkinsoni (A)  VU
- Буревісник середземноморський, Calonectris diomedea (A)
- Ardenna pacifica
- Буревісник Бюлера, Ardenna bulleri (A)  VU
- Ardenna tenuirostris (A)
- Ardenna grisea  NT
- Буревісник великий, Ardenna gravis (A)
- Буревісник рожевоногий, Ardenna creatopus  VU
- Буревісник світлоногий, Ardenna carneipes (A)  NT
- Буревісник острівний, Puffinus nativitatis (A)
- Буревісник галапагоський, Puffinus subalaris
- Буревісник малий, Puffinus puffinus (A)
- Буревісник гавайський, Puffinus auricularis (гніздовий ендемік)  CR
- Буревісник каліфорнійський, Puffinus opisthomelas (гніздовий ендемік)  NT
- Буревісник екваторіальний, Puffinus lherminieri (A)

## Лелекоподібні
Родина Лелекові (Ciconiidae)
- Ябіру неотропічний, Jabiru mycteria
- Міктерія, Mycteria americana

## Сулоподібні
Родина Фрегатові (Fregatidae)
- Фрегат карибський, Fregata magnificens
- Фрегат тихоокеанський, Fregata minor

Родина Сулові (Sulidae)
- Сула жовтодзьоба, Sula dactylatra
- Сула насканська, Sula granti
- Сула блакитнонога, Sula nebouxii
- Сула білочерева, Sula leucogaster
- Сула червононога, Sula sula
- Сула атлантична, Morus bassanus

Родина Змієшийкові (Anhingidae)

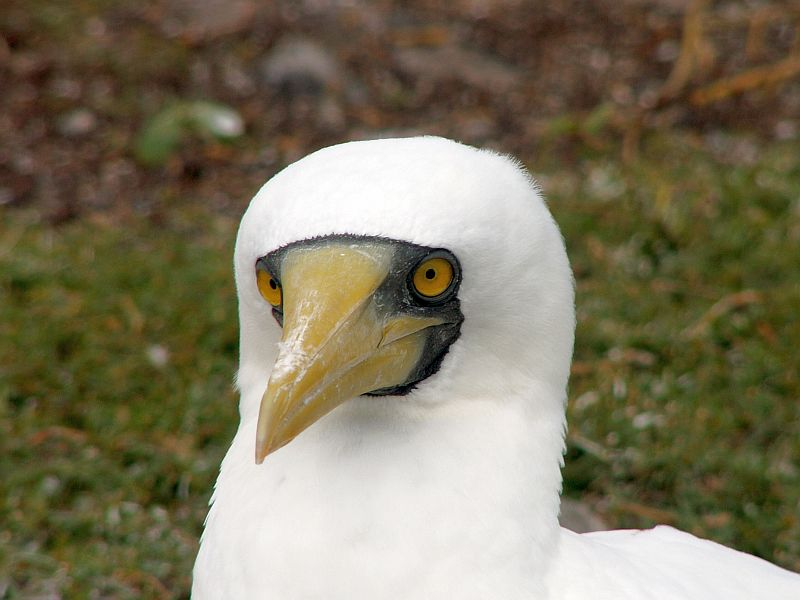
Сула жовтодзьоба, Sula dactylatra

- Змієшийка американська, Anhinga anhinga

Родина Бакланові (Phalacrocoracidae)
- Баклан синьогорлий, Phalacrocorax penicillatus
- Баклан берингійський, Phalacrocorax pelagicus
- Баклан вухатий, Phalacrocorax auritus
- Баклан бразильський, Phalacrocorax brasilianus

## Пеліканоподібні
Родина Пеліканові (Pelecanidae)
- Пелікан рогодзьобий, Pelecanus erythrorhynchos
- Пелікан бурий, Pelecanus occidentalis

Родина Чаплеві (Ardeidae)

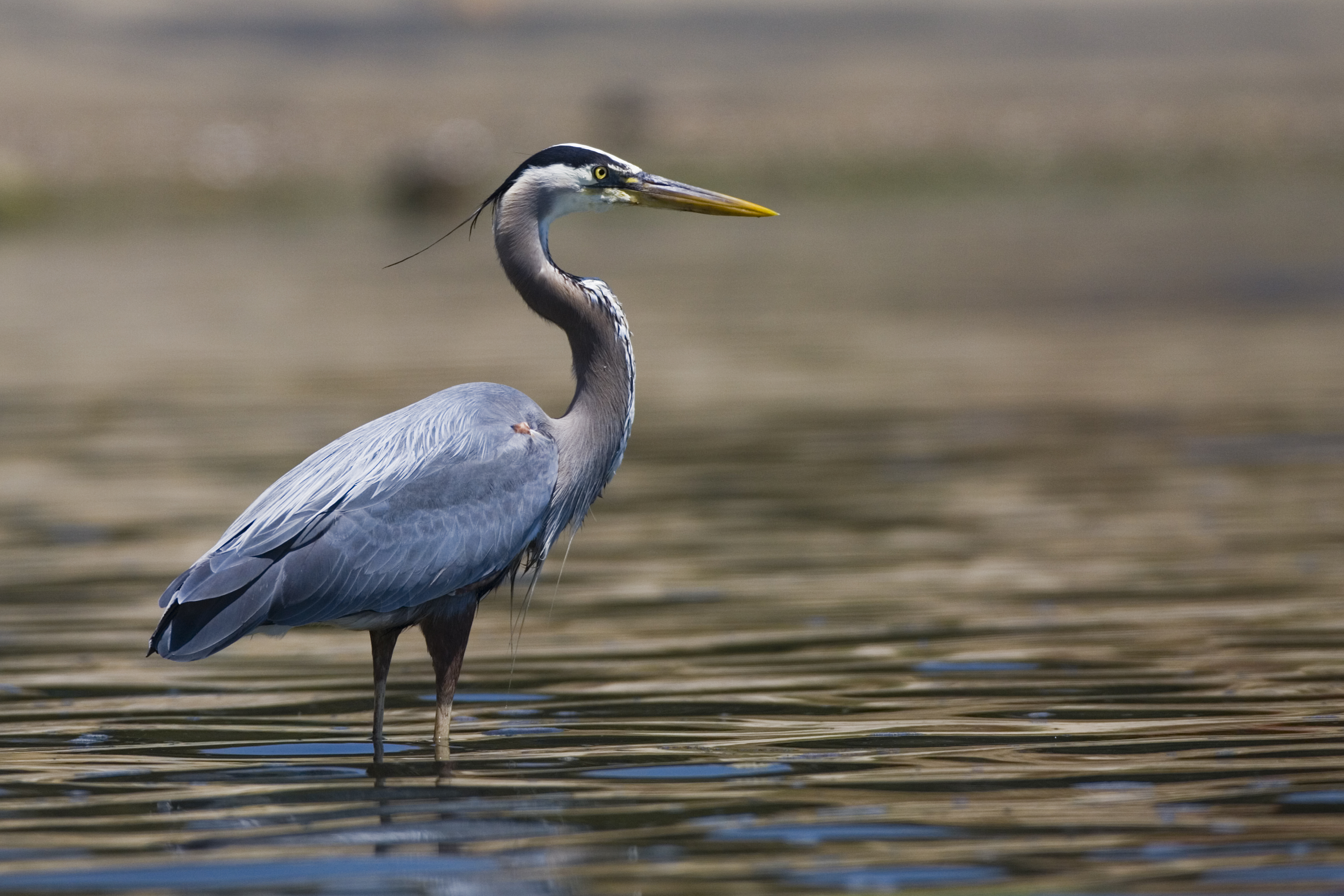
Чапля північна, Ardea herodias

- Бугай строкатий, Botaurus pinnatus
- Бугай американський, Botaurus lentiginosus
- Бугайчик американський, Ixobrychus exilis
- Бушля мексиканська, Tigrisoma mexicanum
- Чапля північна, Ardea herodias
- Чепура велика, Ardea alba
- Чепура американська, Egretta thula
- Чепура блакитна, Egretta caerulea
- Чепура трибарвна, Egretta tricolor
- Чепура рудошия, Egretta rufescens  NT
- Чапля єгипетська, Bubulcus ibis
- Butorides virescens
- Агамія, Agamia agami  VU
- Квак, Nycticorax nycticorax
- Квак чорногорлий, Nyctanassa violacea
- Квак широкодзьобий, Cochlearius cochlearius

Родина Ібісові (Threskiornithidae)
- Ібіс білий, Eudocimus albus
- Коровайка, Plegadis falcinellus

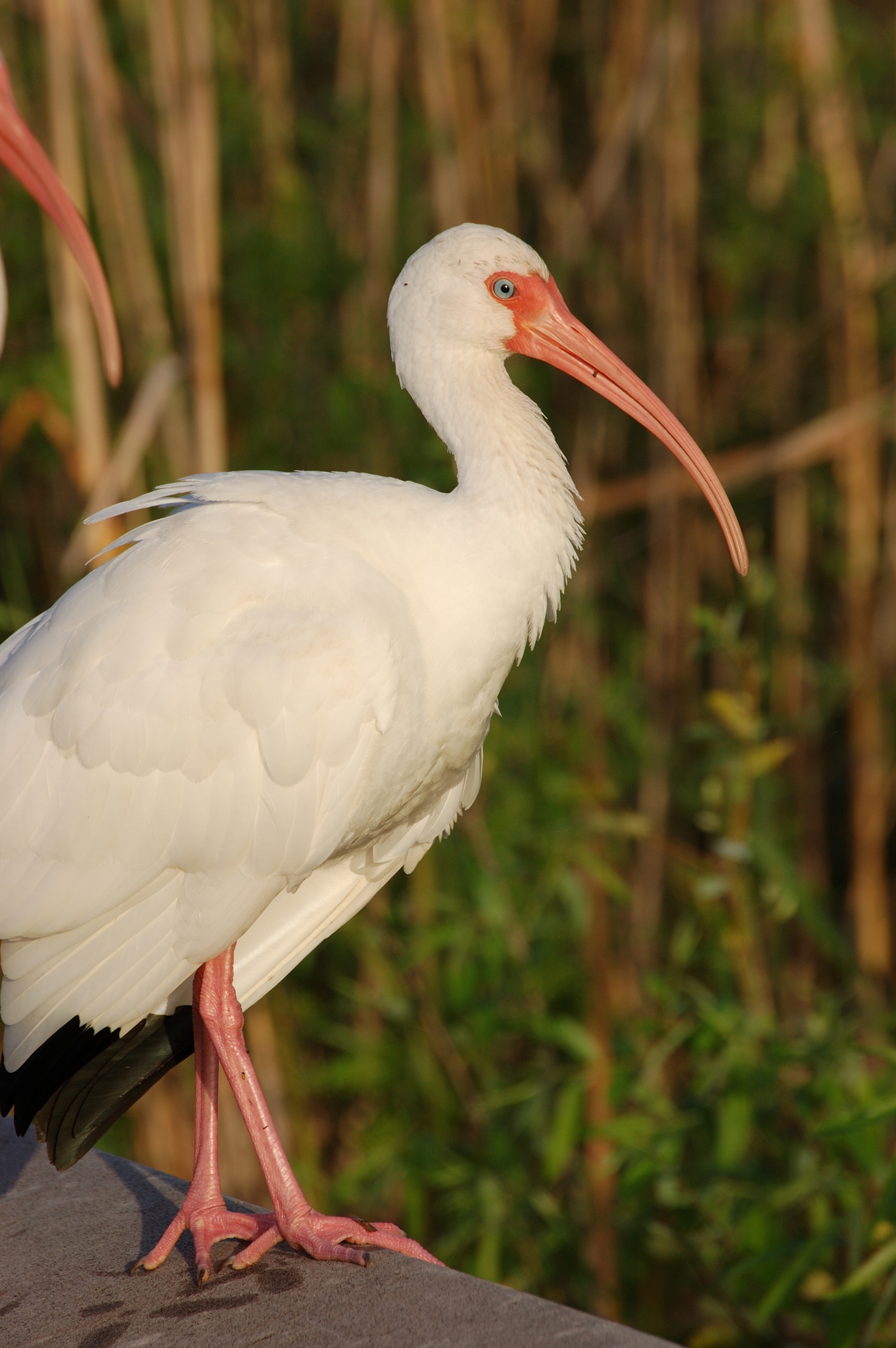
Ібіс білий, Eudocimus albus

- Коровайка американська, Plegadis chihi
- Косар рожевий, Platalea ajaja

## Яструбоподібні
Родина Катартові (Cathartidae)
- Кондор каліфорнійський, Gymnogyps californianus  CR  (вимер, але повторно інтродукований на північ Нижньої Каліфорнії)
- Кондор королівський, Sarcoramphus papa
- Урубу, Coragyps atratus
- Катарта червоноголова, Cathartes aura
- Катарта саванова, Cathartes burrovianus

Родина Скопові (Pandionidae)
- Скопа, Pandion haliaetus

Родина Яструбові (Accipitridae)

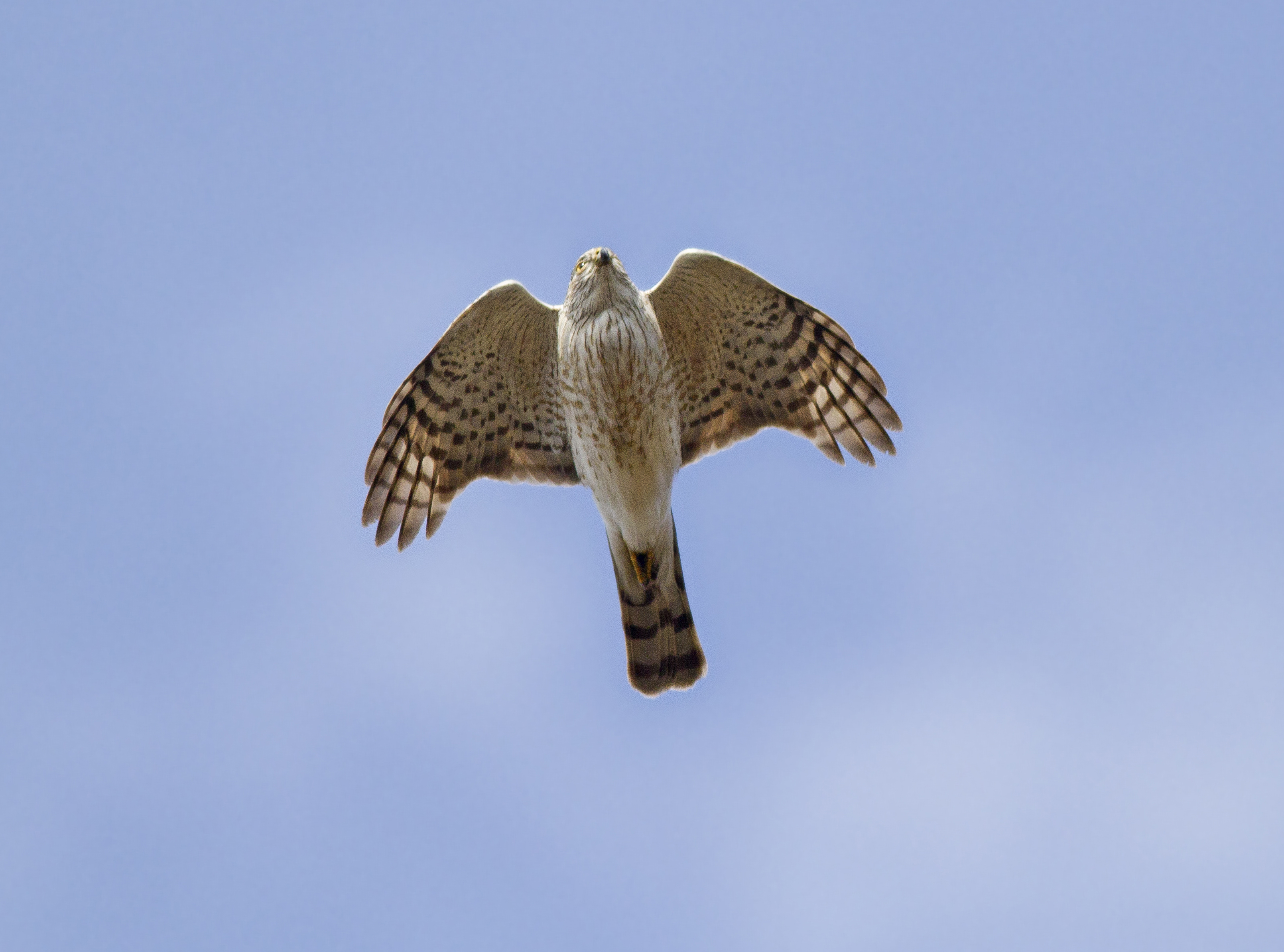
Accipiter striatus

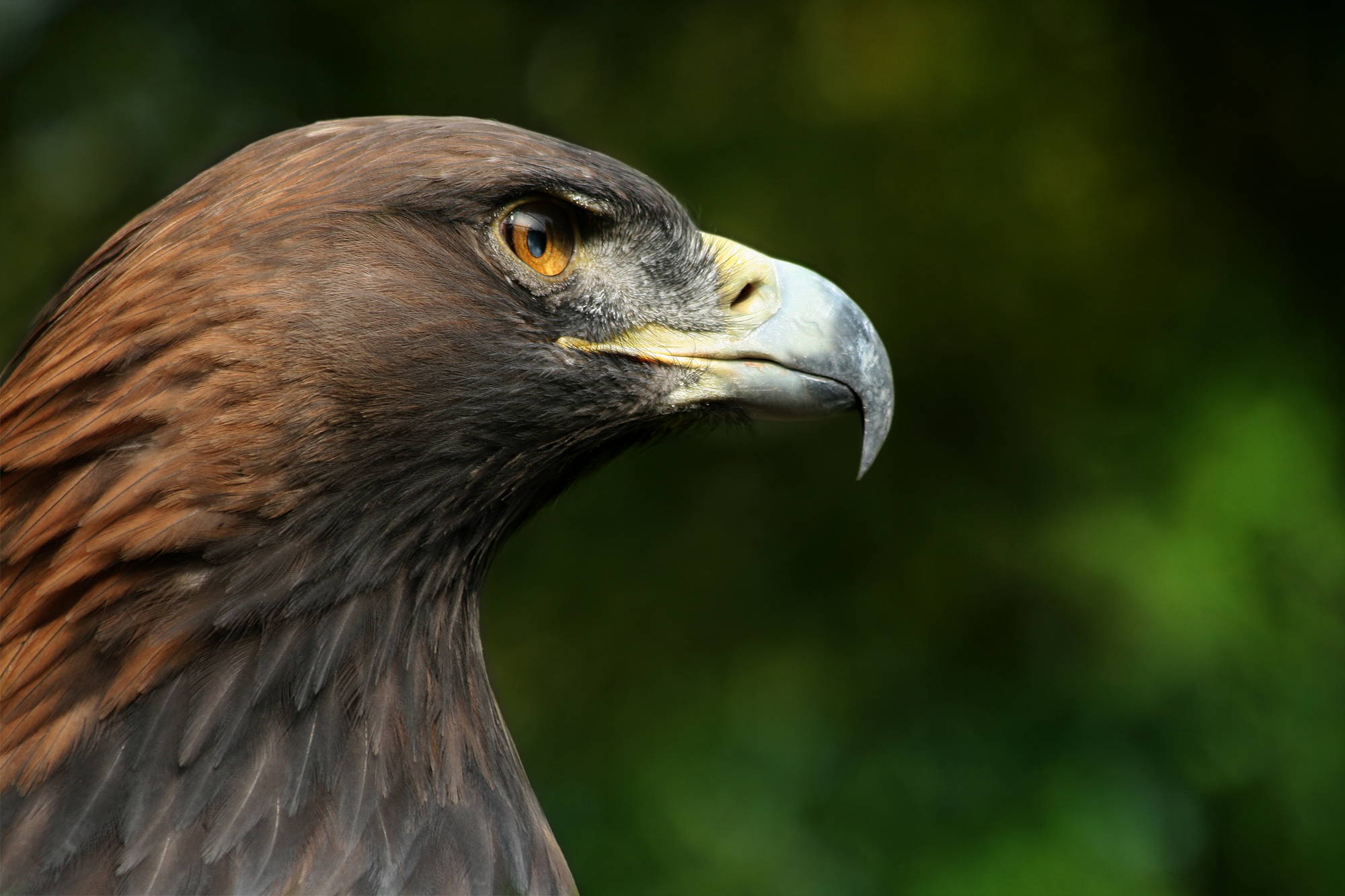
Беркут

- Шуліка білохвостий, Elanus leucurus
- Chondrohierax uncinatus
- Шуляк каєнський, Leptodon cayanensis
- Elanoides forficatus
- Гарпія гвіанська, Morphnus guianensis  NT
- Гарпія велика, Harpia harpyja  NT
- Беркут, Aquila chrysaetos
- Spizaetus tyrannus
- Spizaetus melanoleucus
- Spizaetus ornatus  NT
- Harpagus bidentatus
- Circus hudsonius
- Accipiter striatus
- Яструб чорноголовий, Accipiter cooperii
- Яструб неотропічний, Accipiter bicolor
- Яструб великий, Accipiter gentilis
- Орлан білоголовий, Haliaeetus leucocephalus
- Ictinia mississippiensis
- Ictinia plumbea
- Канюк-рибалка, Busarellus nigricollis
- Geranospiza caerulescens
- Шуліка-слимакоїд червоноокий, Rostrhamus sociabilis
- Buteogallus anthracinus
- Buteogallus urubitinga
- Buteogallus solitarius  NT
- Канюк великодзьобий, Rupornis magnirostris
- Канюк пустельний, Parabuteo unicinctus
- Канюк білохвостий, Geranoaetus albicaudatus
- Pseudastur albicollis
- Buteo plagiatus
- Buteo lineatus
- Канюк ширококрилий, Buteo platypterus
- Buteo brachyurus
- Канюк прерієвий, Buteo swainsoni
- Buteo albonotatus
- Канюк неоарктичний, Buteo jamaicensis
- Зимняк, Buteo lagopus
- Buteo regalis

## Совоподібні
Родина Сипухові (Tytonidae)
- Сипуха, Tyto alba

Родина Совові (Strigidae)

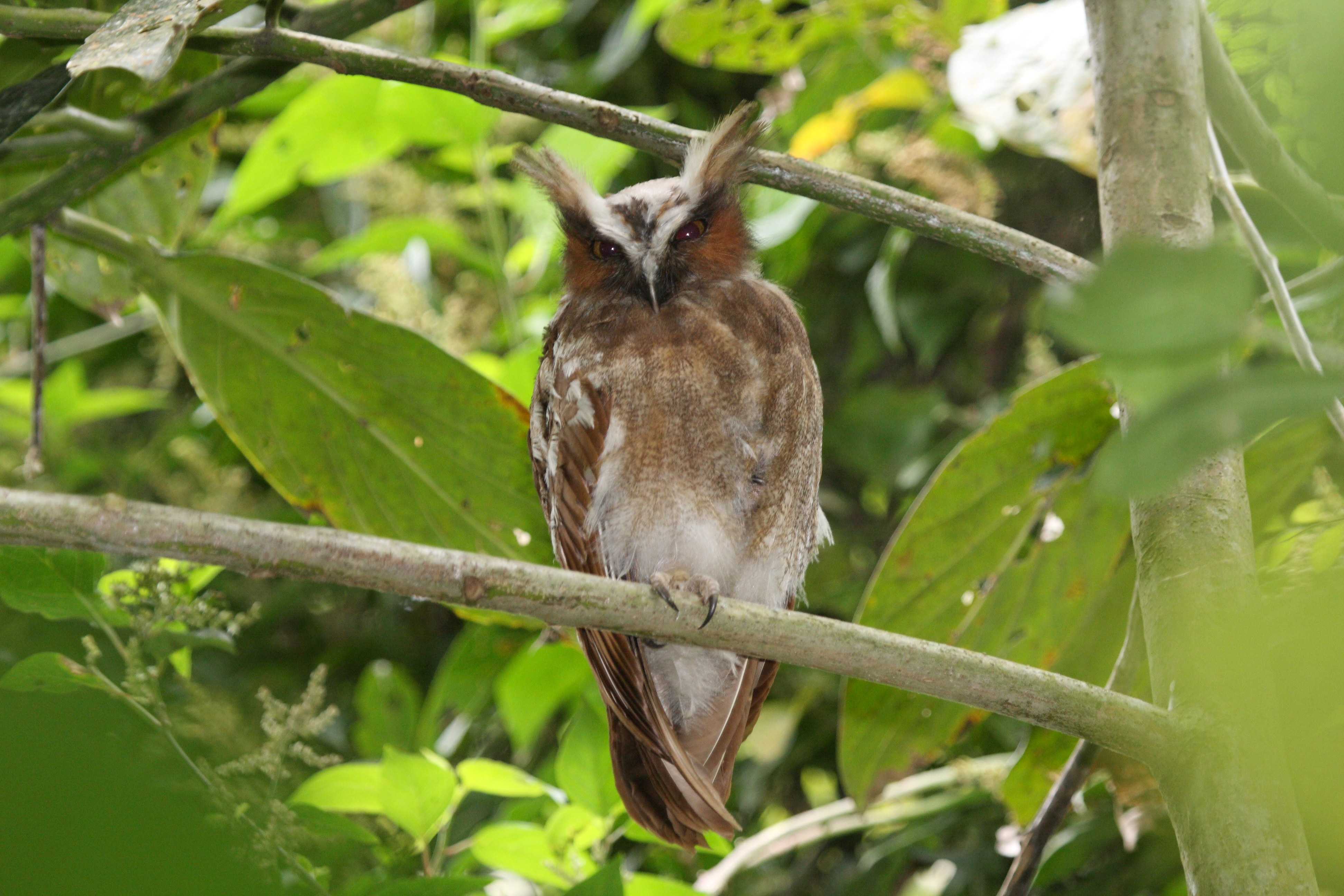
Lophostrix cristata

- Сплюшка канадська, Psiloscops flammeolus
- Сплюшка вусата, Megascops trichopsis
- Сплюшка чіапська, Megascops barbarus
- Сплюшка мангрова, Megascops cooperi
- Сплюшка західна, Megascops kennicottii
- Сплюшка північна, Megascops asio
- Сплюшка бура, Megascops seductus (E)
- Сплюшка гватемальська, Megascops guatemalae
- Сова-рогань бура, Lophostrix cristata
- Сова вохристочерева, Pulsatrix perspicillata
- Пугач віргінський, Bubo virginianus
- Сичик-горобець каліфорнійський, Glaucidium californicum
- Сичик-горобець гірський, Glaucidium gnoma
- Сичик-горобець блідий, Glaucidium hoskinsii (E)
- Сичик-горобець гватемальський, Glaucidium cobanense
- Сичик-горобець буроголовий, Glaucidium griseiceps
- Сичик-горобець мексиканський, Glaucidium sanchezi (E)  NT
- Сичик-горобець світлоголовий, Glaucidium palmarum (E)
- Сичик-горобець рудий, Glaucidium brasilianum
- Сичик-ельф мексиканський, Micrathene whitneyi
- Сич американський, Athene cunicularia
- Сова-лісовик бура, Ciccaba virgata
- Сова-лісовик строката, Ciccaba nigrolineata
- Сова плямиста, Strix occidentalis  NT
- Сова неоарктична, Strix varia
- Сова чіяпська, Strix fulvescens
- Сова вухата, Asio otus
- Сова темна, Asio stygius
- Сова болотяна, Asio flammeus
- Сова-крикун, Pseudoscops clamator
- Сич північний, Aegolius acadicus
- Сич білобровий, Aegolius ridgwayi

## Трогоноподібні
Родина Трогонові (Trogonidae)
- Трогон червонодзьобий, Trogon massena
- Трогон чорноволий, Trogon melanocephalus
- Трогон цитриновий, Trogon citreolus (E)
- Трогон синьоголовий, Trogon caligatus
- Трогон ошатноперий, Trogon elegans
- Трогон гірський, Trogon mexicanus
- Трогон темноволий, Trogon collaris
- Трогон вухатий, Euptilotis neoxenus (E)  NT
- Кецаль, Pharomachrus mocinno  NT

## Сиворакшоподібні
Родина Момотові (Momotidae)
- Момот малий, Hylomanes momotula
- Момот блакитногорлий, Aspatha gularis
- Момот мексиканський, Momotus mexicanus
- Momotus coeruliceps (E)
- Momotus lessonii
- Момот гостродзьобий, Electron carinatum (A)  VU
- Момот рудочеревий, Eumomota superciliosa

Родина Рибалочкові (Alcedinidae)
- Рибалочка-чубань північний, Megaceryle alcyon
- Рибалочка-чубань неотропічний, Megaceryle torquata
- Рибалочка амазонійський, Chloroceryle amazona
- Рибалочка карликовий, Chloroceryle aenea
- Рибалочка зелений, Chloroceryle americana

## Дятлоподібні
Родина Лінивкові (Bucconidae)

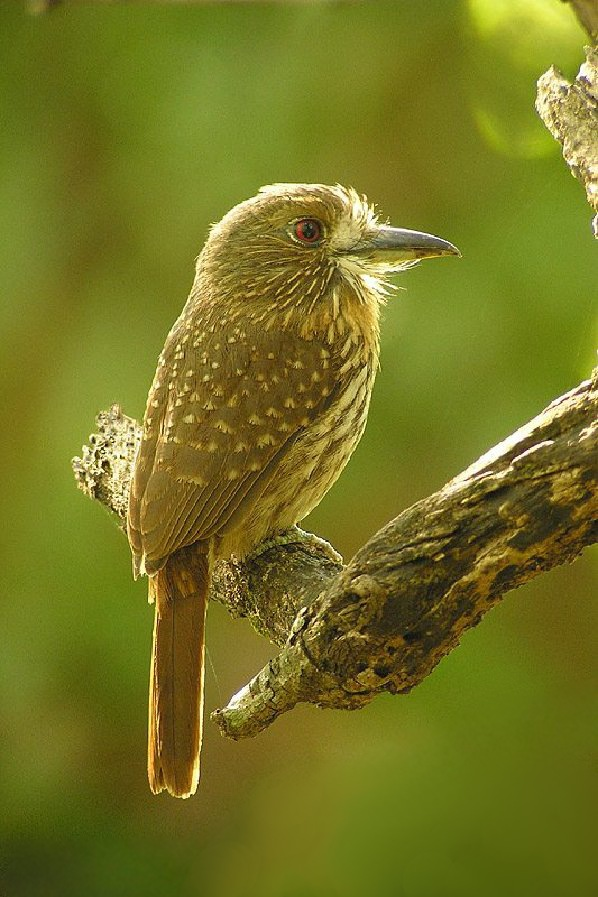
Таматія панамська, Malacoptila panamensis

- Лінивка-строкатка білошия, Notharchus hyperrhynchus
- Таматія панамська, Malacoptila panamensis

Родина Якамарові (Galbulidae)
- Якамара рудохвоста, Galbula ruficauda

Родина Туканові (Ramphastidae)
- Тукан оливковоголовий, Aulacorhynchus prasinus
- Тукан мексиканський, Aulacorhynchus wagleri
- Аракарі плямистоволий, Pteroglossus torquatus
- Тукан жовтогорлий, Ramphastos sulfuratus

Родина Дятлові (Picidae)
- Melanerpes lewis

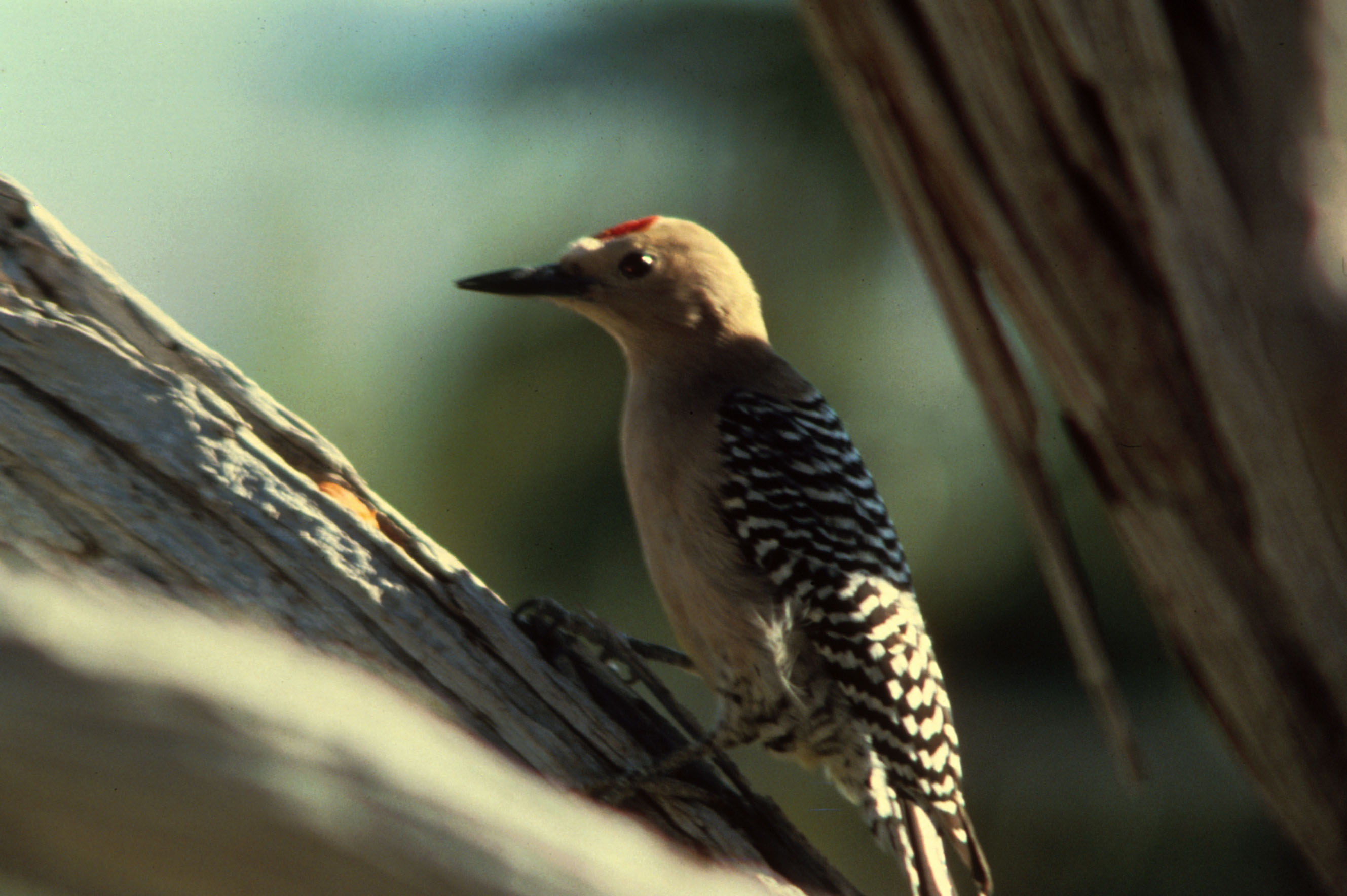
Melanerpes uropygialis

- Гіла чорновола, Melanerpes formicivorus
- Melanerpes pucherani
- Melanerpes chrysogenys (E)
- Melanerpes hypopolius (E)
- Melanerpes pygmaeus
- Melanerpes uropygialis
- Melanerpes aurifrons
- Sphyrapicus thyroideus
- Дятел-смоктун жовточеревий, Sphyrapicus varius
- Sphyrapicus nuchalis
- Sphyrapicus ruber
- Дятел пухнастий, Dryobates pubescens
- Dryobates nuttallii
- Dryobates scalaris
- Дятел волохатий, Dryobates villosus
- Dryobates fumigatus
- Dryobates arizonae
- Dryobates stricklandi (E)
- Colaptes rubiginosus
- Colaptes auricularis (E)
- Декол золотистий, Colaptes auratus
- Colaptes chrysoides
- Celeus castaneus
- Dryocopus lineatus
- Campephilus guatemalensis
- Campephilus imperialis (E) ( CR , ймовірно вимер)

## Соколоподібні
Родина Соколові (Falconidae)
- Макагуа, Herpetotheres cachinnans

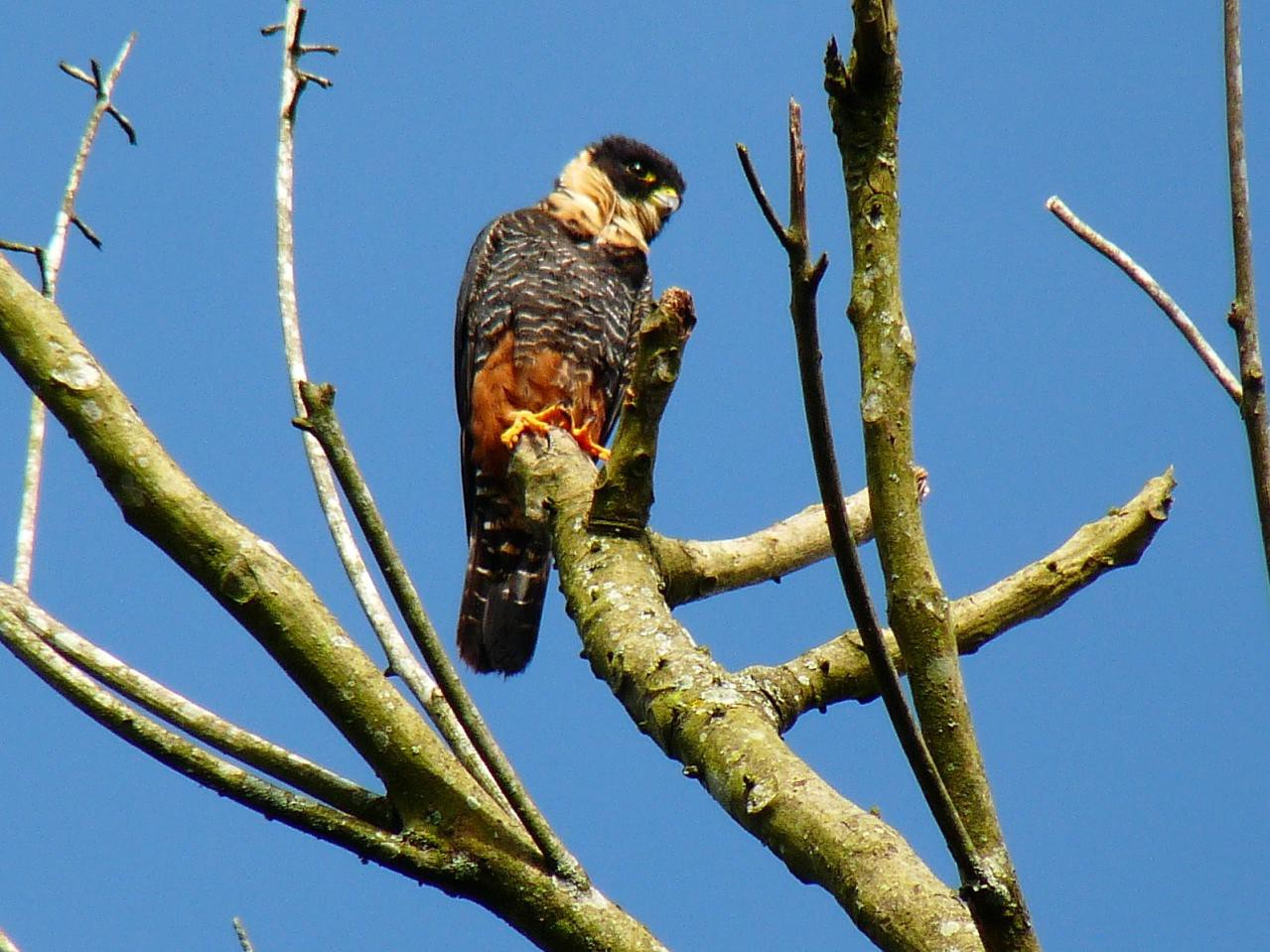
Підсоколик смугастогрудий, Falco rufigularis

- Рарія бразильська, Micrastur ruficollis
- Рарія білошия, Micrastur semitorquatus
- Каракара червоногорла, Ibycter americanus (A)
- Каракара аргентинська, Caracara plancus
- Каракара гваделупська, Caracara lutosa (E)  EX
- Боривітер американський, Falco sparverius
- Підсоколик малий, Falco columbarius
- Сокіл мексиканський, Falco femoralis
- Підсоколик смугастогрудий, Falco rufigularis
- Підсоколик рудогрудий, Falco deiroleucus  NT
- Сапсан, Falco peregrinus
- Сокіл прерієвий, Falco mexicanus

## Папугоподібні
Родина Папугові (Psittacidae)
- Калита сіроволий, Myiopsitta monachus (I)
- Аратинга ямайський, Eupsittula nana
- Аратинга мексиканський, Eupsittula canicularis
- Араканга, Ara macao
- Ара зелений, Ara militaris  VU
- Аратинга зелений, Psittacara holochlorus
- Аратинга сокорський, Psittacara brevipes (E)
- Аратинга гватемальський, Psittacara strenuus
- Ара товстодзьобий, Rhynchopsitta pachyrhyncha (E)  EN
- Ара мексиканський, Rhynchopsitta terrisi (E)  EN
- Катіта панамський, Bolborhynchus lineola
- Папуга-горобець мексиканський, Forpus cyanopygius (E)  NT
- Тіріка буроплечий, Brotogeris jugularis
- Pionopsitta haematotis
- Папуга-червоногуз білолобий, Pionus senilis
- Амазон білолобий, Amazona albifrons
- Амазон юкатанський, Amazona xantholora
- Амазон зеленощокий, Amazona viridigenalis (E)  EN
- Амазон мексиканський, Amazona finschi (E)  EN
- Амазон жовтощокий, Amazona autumnalis
- Амазон жовтолобий, Amazona farinosa
- Amazona oratrix  EN
- Amazona auropalliata  VU

## Горобцеподібні
Родина Сорокушові (Thamnophilidae)
- Тараба, Taraba major
- Сорокуш смугастий, Thamnophilus doliatus
- Кущівник рудий, Thamnistes anabatinus
- Батарито лісовий, Dysithamnus mentalis
- Кадук темноволий, Myrmotherula schisticolor (A)
- Каатинга плямистокрила, Microrhopias quixensis
- Ману тирановий, Cercomacroides tyrannina
- Мурав'янка лиса, Gymnocichla nudiceps (А)

Родина Grallariidae
- Мурашниця гватемальська, Grallaria guatimalensis

Родина Мурахоловові (Formicariidae)
- Мурахолов мексиканський, Formicarius moniliger

Родина: Горнерові (Furnariidae)
- Листовик рудогорлий, Sclerurus mexicanus
- Листовик гватемальський, Sclerurus guatemalensis
- Дереволаз оливковий, Sittasomus griseicapillus
- Грімпар рудий, Dendrocincla homochroa
- Грімпар рудокрилий, Dendrocincla anabatina
- Дереволаз-долотодзьоб, Glyphorynchus spirurus
- Дереволаз північний, Dendrocolaptes sanctithomae
- Дереволаз строкатощокий, Dendrocolaptes picumnus (A)
- Дереволаз-міцнодзьоб середній, Xiphocolaptes promeropirhynchus
- Кокоа мексиканський, Xiphorhynchus flavigaster
- Кокоа плямистий, Xiphorhynchus erythropygius
- Дереволаз строкатоголовий, Lepidocolaptes souleyetii
- Дереволаз білосмугий, Lepidocolaptes leucogaster (E)
- Дереволаз плямистолобий, Lepidocolaptes affinis
- Піколезна мала, Xenops minutus
- Тікотіко бурохвостий, Anabacerthia variegaticeps
- Філідор-лісовик іржастий, Clibanornis rubiginosus
- Філідор-лісовик вохристогорлий, Automolus ochrolaemus
- Пію мексиканський, Synallaxis erythrothorax

Ролдина Манакінові (Pipridae)
- Манакін-червононіг північний, Chiroxiphia linearis
- Манакін-короткокрил бразильський, Manacus candei
- Манакін мексиканський, Ceratopipra mentalis

Родина Котингові (Cotingidae)
- Котинга мексиканська, Cotinga amabilis
- Пига руда, Lipaugus unirufus

Родина Бекардові (Tityridae)
- Лорон північний, Schiffornis veraepacis
- Аулія руда, Laniocera rufescens
- Бекарда маскова, Tityra semifasciata
- Бекарда чорноголова, Tityra inquisitor
- Бекард іржастий, Pachyramphus cinnamomeus
- Бекард рябокрилий, Pachyramphus polychopterus (A)
- Бекард сосновий, Pachyramphus major
- Бекард великий, Pachyramphus aglaiae

Родина Onychorhynchidae
- Віялочуб північний, Onychorhynchus mexicanus
- Москверито рудохвостий, Terenotriccus erythrurus
- Тиранка світлогорла, Myiobius sulphureipygius

Родина Тиранові (Tyrannidae)

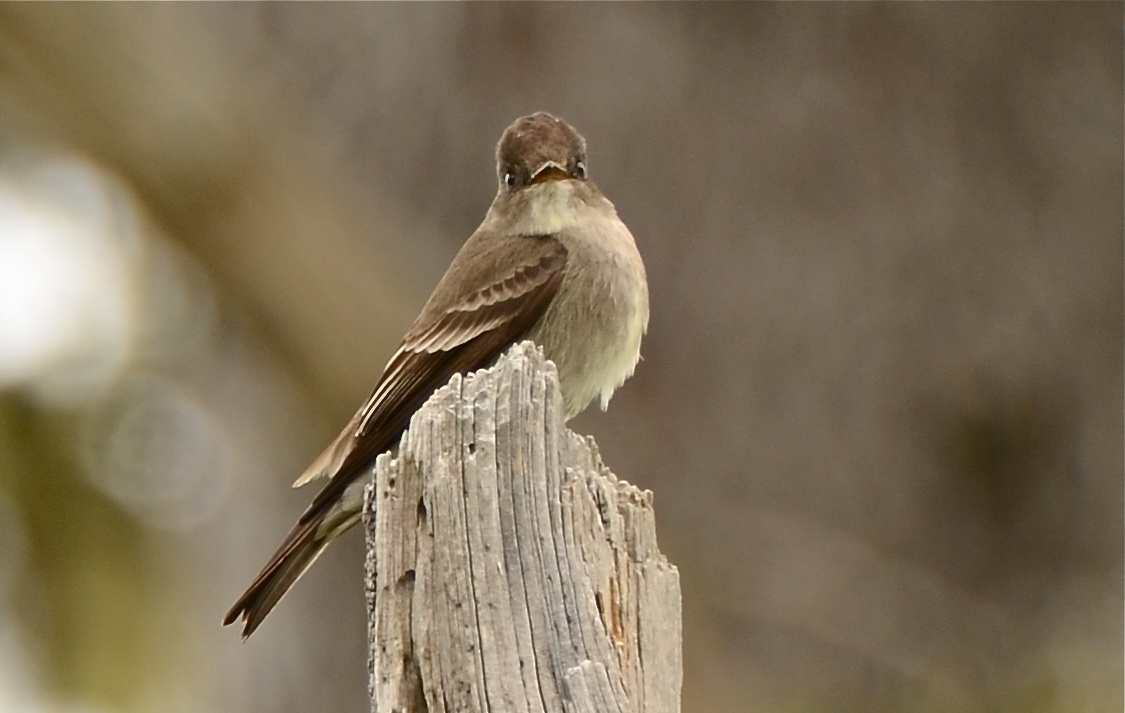
Contopus sordidulus

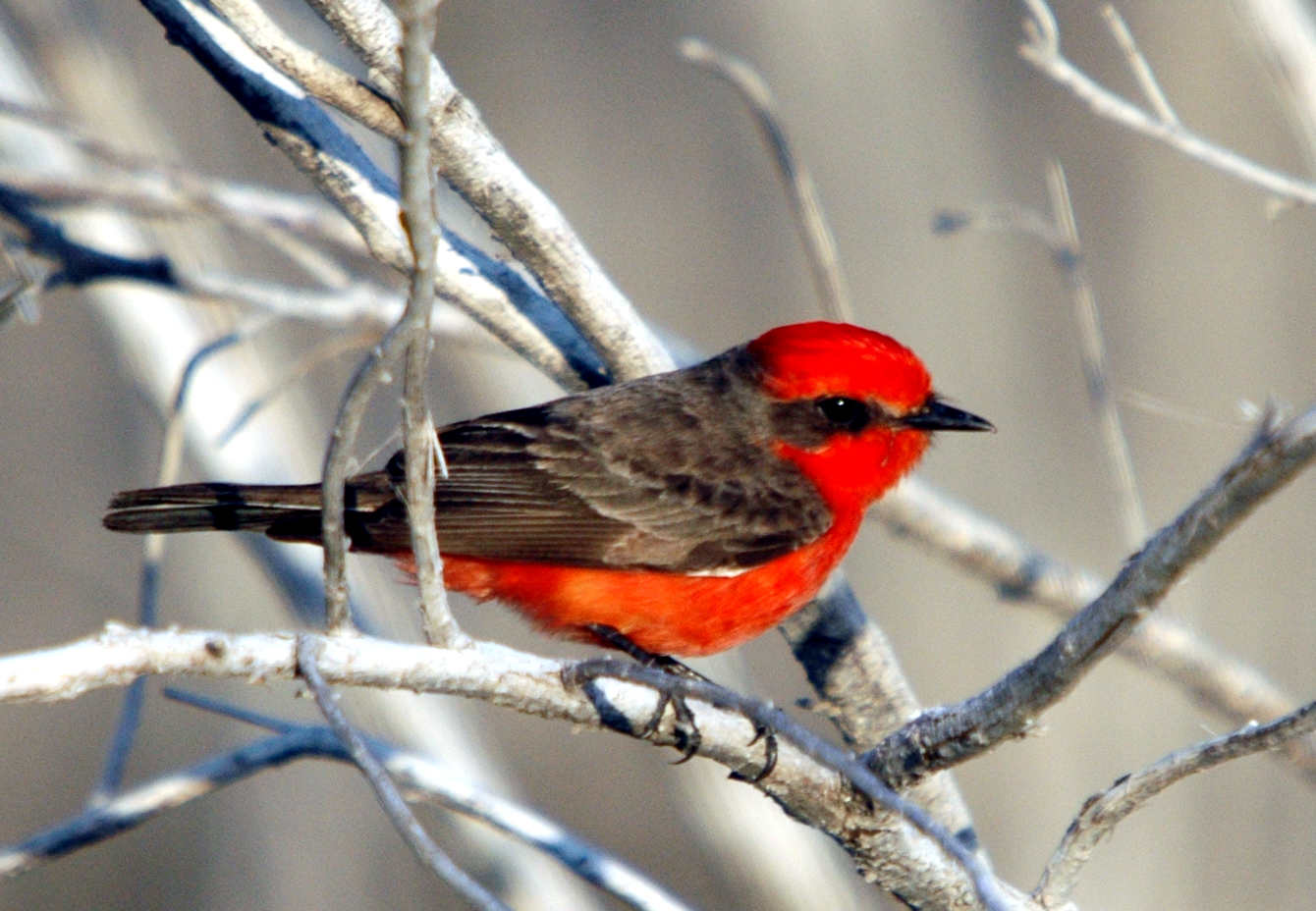
Pyrocephalus rubinus

- Лопатодзьоб північний, Platyrinchus cancrominus
- Тиранчик-мухолюб вохристий, Mionectes oleagineus
- Тиран-інка буроголовий, Leptopogon amaurocephalus
- Криводзьоб північний, Oncostoma cinereigulare
- Мухолов сизоголовий, Poecilotriccus sylvia
- Мухолов-клинодзьоб сірий, Todirostrum cinereum
- Пікоплано панамський, Rhynchocyclus brevirostris
- Мухоїд світлогорлий, Tolmomyias sulphurescens
- Тиран-карлик жовточеревий, Ornithion semiflavum
- Тиранчик-тонкодзьоб північний, Camptostoma imberbe
- Тиранець зелений, Myiopagis viridicata
- Еленія карибська, Elaenia martinica
- Еленія жовточерева, Elaenia flavogaster
- Еленія гірська, Elaenia frantzii
- Тиран-малюк північний, Zimmerius vilissimus
- Атіла золотогузий, Attila spadiceus
- Планідера руда, Rhytipterna holerythra
- Копетон юкатанський, Myiarchus yucatanensis
- Копетон темноголовий, Myiarchus tuberculifer
- Копетон світлочеревий, Myiarchus cinerascens
- Копетон світлогорлий, Myiarchus nuttingi
- Копетон чубатий, Myiarchus crinitus
- Копетон блідий, Myiarchus tyrannulus
- Копетон акацієвий, Ramphotrigon flammulatum (E)
- Pitangus sulphuratus
- Пітанга-великодзьоб, Megarynchus pitangua
- Бієнтевіо червоноголовий, Myiozetetes similis
- Тиран смугастий, Myiodynastes maculatus
- Тиран жовточеревий, Myiodynastes luteiventris
- Тиран-розбійник, Legatus leucophaius
- Тиран тропічний, Tyrannus melancholicus
- Тиран техаський, Tyrannus couchii
- Тиран-крикун, Tyrannus vociferans
- Тиран товстодзьобий, Tyrannus crassirostris
- Тиран західний, Tyrannus verticalis
- Тиран королівський, Tyrannus tyrannus
- Тиран сірий, Tyrannus dominicensis (A)
- Тиран мексиканський, Tyrannus forficatus
- Тиран вилохвостий, Tyrannus savana
- Москверо-чубань рудоволий, Xenotriccus callizonus
- Москверо-чубань буроволий, Xenotriccus mexicanus (E)
- Монудо рудий, Mitrephanes phaeocercus
- Піві північний, Contopus cooperi  NT
- Піві великий, Contopus pertinax
- Піві бурий, Contopus sordidulus
- Піві лісовий, Contopus virens
- Піві сірий, Contopus cinereus
- Піві-малюк жовточеревий, Empidonax flaviventris
- Піві-малюк оливковий, Empidonax virescens
- Піві-малюк вільховий, Empidonax alnorum
- Піві-малюк вербовий, Empidonax traillii
- Піві-малюк світлогорлий, Empidonax albigularis
- Піві-малюк сизий, Empidonax minimus
- Піві-малюк ялиновий, Empidonax hammondii
- Піві-малюк сірий, Empidonax wrightii
- Піві-малюк чагарниковий, Empidonax oberholseri
- Піві-малюк сосновий, Empidonax affinis
- Піві-малюк західний, Empidonax difficilis
- Піві-малюк кордильєрський, Empidonax occidentalis
- Піві-малюк золотистий, Empidonax flavescens
- Піві-малюк вохристий, Empidonax fulvifrons
- Sayornis nigricans
- Sayornis phoebe
- Sayornis saya
- Pyrocephalus rubinus

Родина Сорокопудові (Laniidae)
- Сорокопуд американський, Lanius ludovicianus

Родина Віреонові (Vireonidae)
- Віреон рудобровий, Cyclarhis gujanensis
- Віреон каштановобокий, Vireolanius melitophrys
- Віреон зелений, Vireolanius pulchellus
- Віреончик рудолобий, Tunchiornis ochraceiceps
- Віреончик білочеревий, Pachysylvia decurtata
- Віреон золотистий, Vireo hypochryseus (E)
- Віреон сизий, Vireo brevipennis (E)
- Віреон чорноголовий, Vireo atricapilla  NT
- Віреон мексиканський, Vireo nelsoni (E)
- Віреон білоокий, Vireo griseus
- Віреон мангровий, Vireo pallens
- Віреон козумельський, Vireo bairdi (E)
- Віреон короткокрилий, Vireo bellii  NT
- Віреон сірий, Vireo vicinior
- Віреон короткодзьобий, Vireo huttoni
- Віреон жовтогорлий, Vireo flavifrons
- Віреон зеленоспинний, Vireo cassinii
- Віреон сизоголовий, Vireo solitarius
- Віреон попелястий, Vireo plumbeus
- Віреон цитриновий, Vireo philadelphicus
- Віреон світлобровий, Vireo gilvus
- Віреон андійський, Vireo leucophrys
- Віреон червоноокий, Vireo olivaceus
- Віреон білочеревий, Vireo flavoviridis
- Віреон чорновусий, Vireo altiloquus (A)
- Віреон великодзьобий, Vireo magister

Родина Воронові (Corvidae)

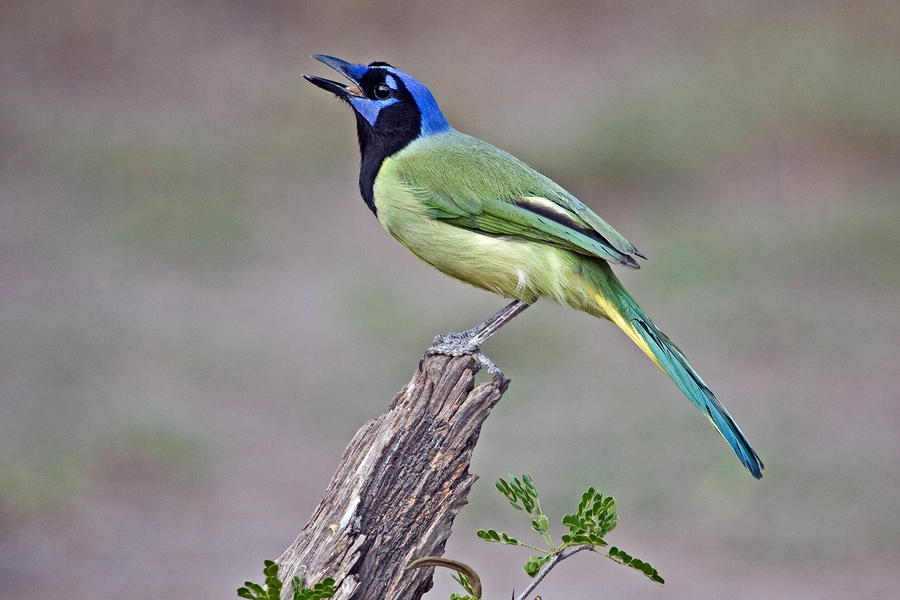
Cyanocorax luxuosus

- Гагер білогорлий, Cyanolyca mirabilis (E)  VU
- Гагер малий, Cyanolyca nanus (E)  NT
- Гагер чорногорлий, Cyanolyca pumilo
- Гагер чорнощокий, Cyanolyca cucullata
- Сойка чорногорла, Calocitta colliei (E)
- Сойка білогорла, Calocitta formosa
- Пая бура, Psilorhinus morio
- Пая великочуба, Cyanocorax dickeyi (E)  NT
- Пая жовточерева, Cyanocorax luxuosus
- Пая акапулькійська, Cyanocorax sanblasianus (E)
- Пая юкатанська, Cyanocorax yucatanicus
- Пая велика, Cyanocorax beecheii (E)
- Сойка блакитна, Gymnorhinus cyanocephalus  VU
- Сизойка чорноголова, Cyanocitta stelleri
- Сойка каліфорнійська, Aphelocoma californica
- Сойка сонорська, Aphelocoma woodhouseii
- Сойка мексиканська, Aphelocoma ultramarina (E)
- Сойка сіровола, Aphelocoma wollweberi
- Сойка однобарвна, Aphelocoma unicolor
- Горіхівка американська, Nucifraga columbiana
- Ворона американська, Corvus brachyrhynchos
- Ворона мексиканська, Corvus imparatus (E)
- Ворона синалойська, Corvus sinaloae (E)
- Крук мексиканський, Corvus cryptoleucus
- Крук, Corvus corax

Родина Жайворонкові (Alaudidae)
- Жайворонок рогатий, Eremophila alpestris

Родина Ластівкові (Hirundinidae)
- Ластівка берегова, Riparia riparia
- Білозорка річкова, Tachycineta bicolor
- Білозорка фіолетова, Tachycineta thalassina
- Ластівка мангрова, Tachycineta albilinea
- Ластовиця чорноголова, Atticora pileata
- Ластовиця патагонська, Pygochelidon cyanoleuca (A)
- Ластівка північна, Stelgidopteryx serripennis
- Щурик бурий, Progne tapera (A)
- Щурик пурпуровий, Progne subis
- Щурик сірогорлий, Progne chalybea
- Щурик білочеревий, Progne sinaloae (гніздовий ендемік)  VU
- Ластівка сільська, Hirundo rustica
- Ясківка білолоба, Petrochelidon pyrrhonota
- Ясківка печерна, Petrochelidon fulva

Родина Синицеві (Paridae)
- Гаїчка гірська, Poecile gambeli

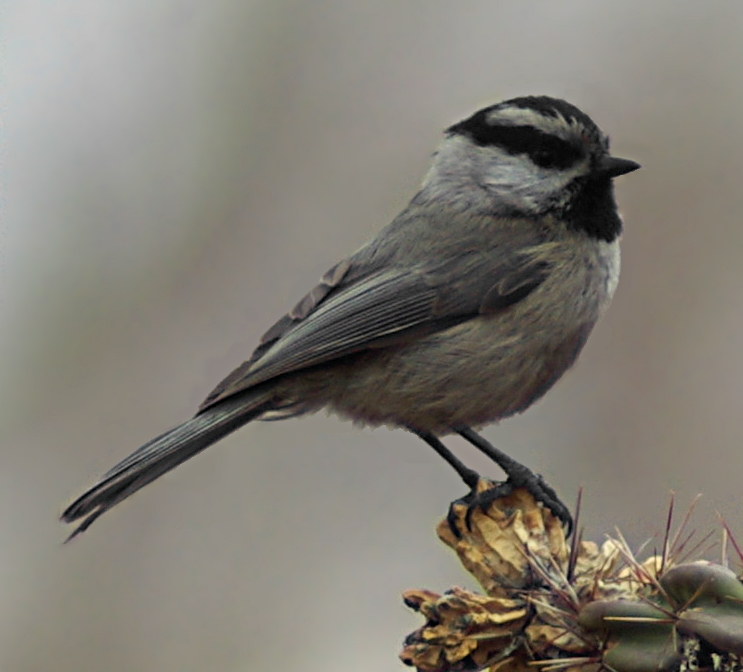
Гаїчка гірська, Poecile gambeli

- Гаїчка мексиканська, Poecile sclateri
- Синиця американська, Baeolophus wollweberi
- Синиця каліфорнійська, Baeolophus inornatus
- Синиця ялівцева, Baeolophus ridgwayi (А)
- Синиця чорночуба, Baeolophus atricristatus

Родина Ремезові (Remizidae)
- Ремез американський, Auriparus flaviceps

Родина Довгохвостосиницеві (Aegithalidae)
- Ополовник американський, Psaltriparus minimus

Родина Повзикові (Sittidae)
- Повзик канадський, Sitta canadensis
- Повзик каролінський, Sitta carolinensis
- Повзик-крихітка, Sitta pygmaea

Родина Підкоришникові (Certhiidae)
- Підкоришник американський, Certhia americana

Родина Воловоочкові (Troglodytidae)
- Орішець скельний, Salpinctes obsoletus
- Шпалюшок однобарвний, Microcerculus philomela
- Орішець каньйоновий, Catherpes mexicanus
- Мишовій тонкодзьобий, Hylorchilus sumichrasti (E)  NT
- Мишовій великодзьобий, Hylorchilus navai (E)  VU
- Волоочко співоче, Troglodytes aedon
- Волоочко сокорське, Troglodytes sissonii (E)  NT
- Волоочко кларіонське, Troglodytes tanneri (E)  VU
- Волоочко рудоброве, Troglodytes rufociliatus
- Волоочко кордильєрське, Troglodytes pacificus (A)
- Волоочко канадське, Troglodytes hiemalis (A)
- Овад річковий, Cistothorus platensis
- Овад болотяний, Cistothorus palustris
- Поплітник каролінський, Thryothorus ludovicianus
- Підбуреник, Thryomanes bewickii
- Різжак тигровий, Campylorhynchus zonatus
- Різжак зебровий, Campylorhynchus megalopterus (E)
- Різжак великий, Campylorhynchus chiapensis (E)
- Різжак рудошиїй, Campylorhynchus rufinucha (E)
- Різжак мексиканський, Campylorhynchus humilis (E)
- Різжак рудоспинний, Campylorhynchus capistratus
- Різжак дубовий, Campylorhynchus gularis (E)
- Різжак плямистий, Campylorhynchus jocosus (E)
- Різжак юкатанський, Campylorhynchus yucatanicus (E)  NT
- Різжак кактусовий, Campylorhynchus brunneicapillus
- Поплітник плямистий, Pheugopedius maculipectus
- Поплітник вохристий, Pheugopedius felix (E)
- Поплітник іржастий, Thryophilus rufalbus
- Поплітник синалойський, Thryophilus sinaloa (E)
- Поплітник коста-риканський, Thryophilus pleurostictus
- Поплітник садовий, Cantorchilus modestus
- Волоочко білочереве, Uropsila leucogastra
- Тріщук біловолий, Henicorhina leucosticta
- Тріщук сіроволий, Henicorhina leucophrys

Родина Комароловкові (Polioptilidae)
- Комароловка довгодзьоба, Ramphocaenus melanurus
- Комароловка сиза, Polioptila caerulea
- Комароловка каліфорнійська, Polioptila californica
- Комароловка чорнохвоста, Polioptila melanura
- Комароловка чорноголова, Polioptila nigriceps
- Комароловка білощока, Polioptila albiloris
- Polioptila albiventris (E)
- Комароловка тропічна, Polioptila plumbea

Родина Пронуркові (Cinclidae)
- Пронурок сірий, Cinclus mexicanus

Родина Золотомушкові (Regulidae)
- Золотомушка світлоброва, Regulus satrapa
- Золотомушка рубіновочуба, Regulus calendula

Родина Вівчарикові (Phylloscopidae)
- Phylloscopus fuscatus (A)
- Вівчарик лісовий, Phylloscopus inornatus (A)
- Вівчарик шелюговий, Phylloscopus borealis (A)

Родина Суторові (Paradoxornithidae)
- Тимелія американська, Chamaea fasciata

Родина Мухоловкові (Muscicapidae)
- Кам'янка звичайна, Oenanthe oenanthe (A)

Родина Дроздові (Turdidae)
- Блакитник східний, Sialia sialis
- Блакитник західний, Sialia mexicana
- Блакитник середній, Sialia currucoides
- Солітаріо північний, Myadestes townsendi
- Солітаріо бронзовокрилий, Myadestes occidentalis
- Солітаріо сірий, Myadestes unicolor
- Дрізд-короткодзьоб південний, Catharus aurantiirostris
- Дрізд-короткодзьоб іржастий, Catharus occidentalis (E)
- Дрізд-короткодзьоб гірський, Catharus frantzii
- Дрізд-короткодзьоб чорноголовий, Catharus mexicanus
- Дрізд-короткодзьоб строкатогрудий, Catharus dryas
- Дрізд-короткодзьоб бурий, Catharus fuscescens
- Дрізд-короткодзьоб малий, Catharus minimus
- Дрізд-короткодзьоб Свенсона, Catharus ustulatus
- Дрізд-короткодзьоб плямистоволий, Catharus guttatus
- Дрізд лісовий, Hylocichla mustelina  NT
- Дрізд сальвадорський, Turdus infuscatus
- Дрізд панамський, Turdus plebejus
- Дрізд бронзовий, Turdus grayi
- Дрізд білогорлий, Turdus assimilis
- Дрізд мексиканський, Turdus rufopalliatus (E)
- Дрізд рудошиїй, Turdus rufitorques
- Дрізд мандрівний, Turdus migratorius
- Квічаль рудобровий, Ixoreus naevius
- Квічаль мексиканський, Ridgwayia pinicola (E)

Родина Пересмішникові (Mimidae)

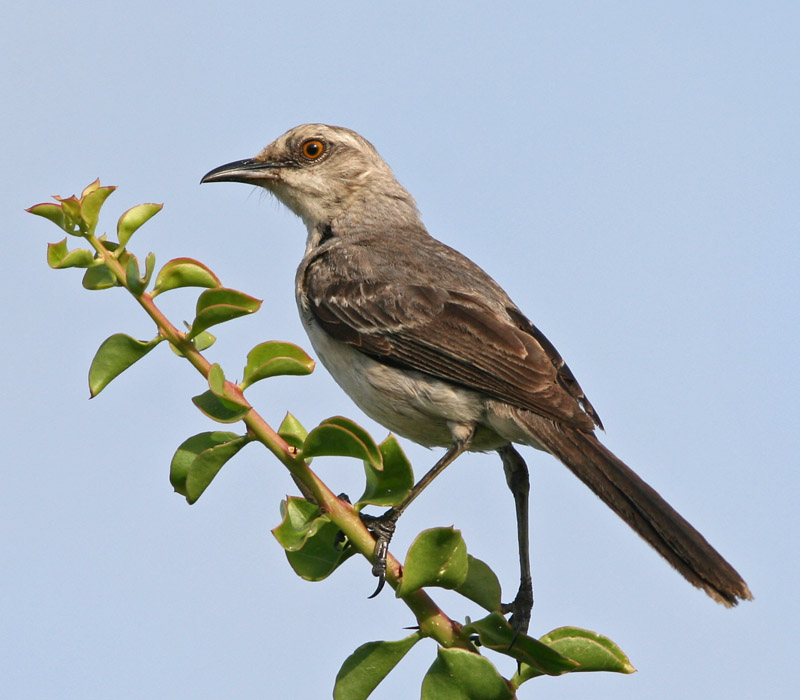
Mimus gilvus

- Пересмішник синій, Melanotis caerulescens (E)
- Пересмішник білочеревий, Melanotis hypoleucus
- Пересмішник чорний, Melanoptila glabrirostris  NT
- Пересмішник сірий, Dumetella carolinensis
- Тремблер бурий, Toxostoma curvirostre
- Тремблер мексиканський, Toxostoma ocellatum (E)
- Тремблер прямодзьобий, Toxostoma rufum (A)
- Тремблер рудий, Toxostoma longirostre
- Тремблер козумельський, Toxostoma guttatum (E)  CR
- Тремблер кактусовий, Toxostoma bendirei  VU
- Тремблер сірий, Toxostoma cinereum (E)
- Тремблер каліфорнійський, Toxostoma redivivum
- Тремблер пустельний, Toxostoma lecontei
- Тремблер рудогузий, Toxostoma crissale
- Пересмішник осоковий, Oreoscoptes montanus
- Пересмішник сокорський, Mimus graysoni (E)  CR
- Пересмішник сивий, Mimus gilvus
- Пересмішник багатоголосий, Mimus polyglottos

Родина Шпакові (Sturnidae)
- Шпак звичайний, Sturnus vulgaris (I)

Родина Омелюхові (Bombycillidae)
- Омелюх американський, Bombycilla cedrorum

Родина Чубакові (Ptiliogonatidae)
- Чубак сірий, Ptiliogonys cinereus
- Чубак чорний, Phainopepla nitens

Родина Окотерові (Peucedramidae)
- Окотеро, Peucedramus taeniatus

Родина Астрильдові (Estrildidae)
- Мунія іржаста, Lonchura punctulata (I)
- Мунія трибарвна, Lonchura malacca (I)

Родина Горобцеві (Passeridae)
- Горобець хатній, Passer domesticus (I)

Родина Плискові (Motacillidae)
- Плиска аляскинська, Motacilla tschutschensis (A)
- Плиска біла, Motacilla alba (A)
- Щеврик оливковий, Anthus hodgsoni (A)
- Щеврик червоногрудий, Anthus cervinus (A)
- Щеврик американський, Anthus rubescens
- Щеврик прерієвий, Anthus spragueii (вразливий)

Родина В'юркові (Fringillidae)
- Гутурама гондураська, Chlorophonia elegantissima
- Органіст зеленобокий, Chlorophonia occipitalis
- Гутурама сонорська, Euphonia godmani (E)
- Гутурама чагарникова, Euphonia affinis
- Гутурама узлісна, Euphonia hirundinacea
- Гутурама оливкова, Euphonia gouldi
- Гутурама білогуза, Euphonia minuta
- Кіпаль чорноголовий, Hesperiphona abeillei
- Coccothraustes vespertinus  VU
- Чечевиця садова, Haemorhous mexicanus
- Haemorhous purpureus
- Haemorhous cassinii
- Шишкар ялиновий, Loxia curvirostra
- Spinus pinus
- Чиж гватемальський, Spinus atriceps
- Spinus notatus
- Spinus psaltria
- Spinus lawrencei
- Spinus tristis

Родина Подорожникові (Calcariidae)
- Подорожник лапландський, Calcarius lapponicus (A)
- Подорожник чорногрудий, Calcarius ornatus  NT
- Подорожник прерієвий, Rhynchophanes mccownii

Родина Rhodinocichlidae
- Кео, Rhodinocichla rosea

Родина Вівсянкові (Emberizidae)
- Вівсянка-крихітка, Emberiza pusilla (A)

Родина Passerellidae

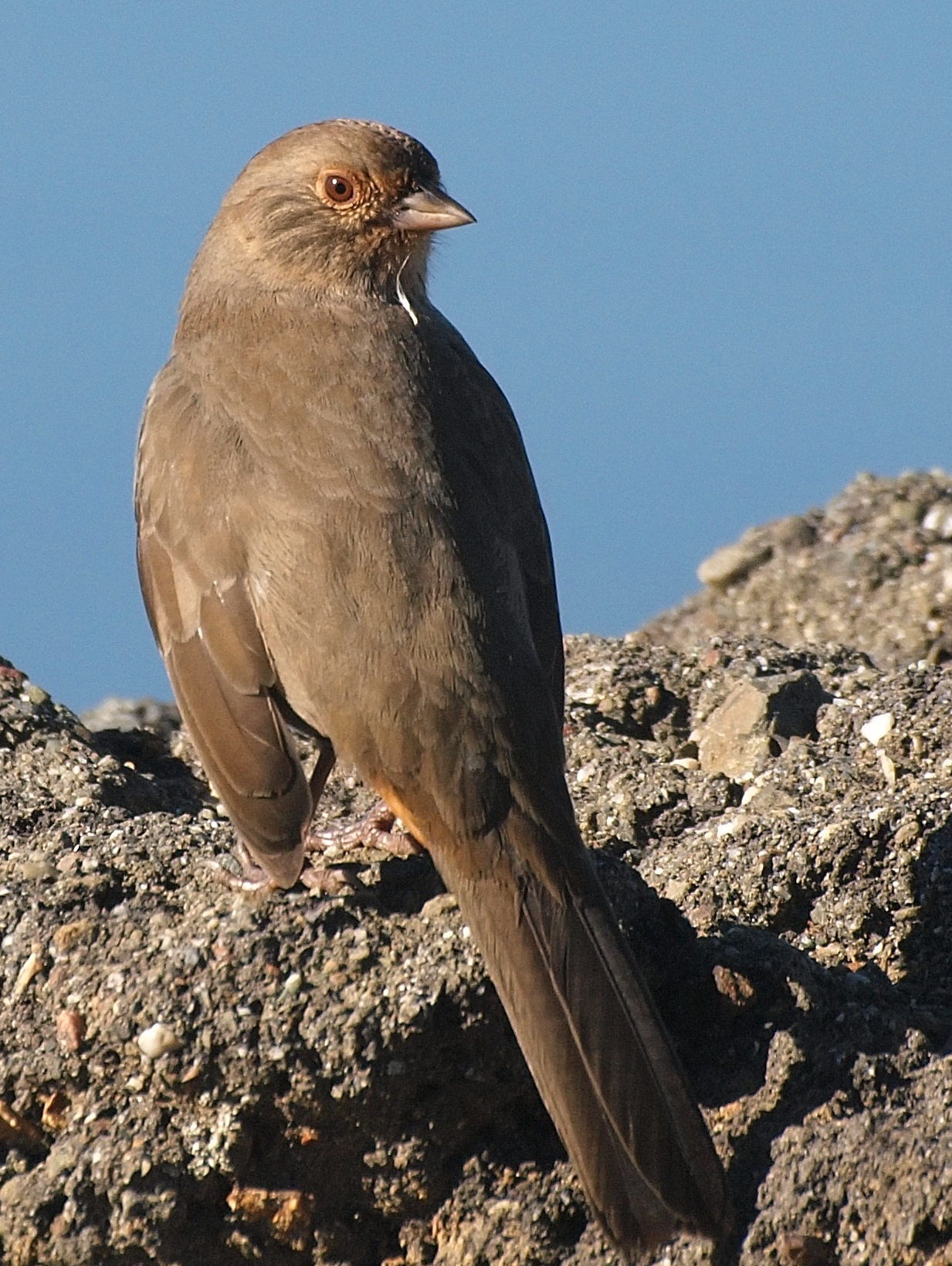
Melozone crissalis

- Зеленник мінливобарвний, Chlorospingus flavopectus
- Чінголо рудокрилий, Peucaea carpalis
- Чінголо рудохвостийPeucaea sumichrasti (E)  NT
- Чінголо широкобровий, Peucaea ruficauda
- Чінголо білогорлий, Peucaea humeralis (E)
- Чінголо біловусий, Peucaea mystacalis (E)
- Чінголо блідий, Peucaea botterii
- Чінголо очеретяний, Peucaea cassinii
- Багновець прерієвий, Ammodramus savannarum
- Риджвея оливкова, Arremonops rufivirgatus
- Риджвея зеленоспинна, Arremonops chloronotus
- Вівсянка-пустельниця білогорла, Amphispizopsis quinquestriata
- Вівсянка-пустельниця чорногорла, Amphispiza bilineata
- Потюк, Chondestes grammacus
- Корибіг, Calamospiza melanocorys
- Карнатка білоброва, Spizella passerina
- Карнатка бліда, Spizella pallida
- Карнатка чорногорла, Spizella atrogularis
- Карнатка польова, Spizella pusilla
- Карнатка лучна, Spizella breweri
- Карнатка сірощока, Spizella wortheni (E)  EN
- Тихоголос золотодзьобий, Arremon aurantiirostris
- Заросляк мексиканський, Arremon virenticeps (E)
- Заросляк каштановоголовий, Arremon brunneinucha
- Вівсянка рябогруда, Passerella iliaca
- Юнко гвадалупський, Junco insularis (E)  EN
- Юнко сірий, Junco hyemalis
- Юнко мексиканський, Junco phaeonotus
- Юнко жовтоокий, Junco bairdi (E)  NT
- Бруант рудошиїй, Zonotrichia capensis
- Бруант білобровий, Zonotrichia leucophrys
- Бруант чорнобровий, Zonotrichia atricapilla
- Бруант північний, Zonotrichia querula (A)  NT
- Бруант білогорлий, Zonotrichia albicollis
- Вівсянка-пустельниця невадійська, Artemisiospiza nevadensis
- Вівсянка-пустельниця каліфорнійська, Artemisiospiza belli
- Вівсянка смугаста, Oriturus superciliosus (E)
- Вівсянка польова, Pooecetes gramineus
- Багновець лучний, Ammospiza leconteii (A)
- Багновець приморський, Ammospiza maritima (A)
- Багновець блідий, Ammospiza nelsoni (A)
- Багновець польовий, Centronyx bairdii
- Вівсянка саванова, Passerculus sandwichensis
- Пасовник мексиканський, Xenospiza baileyi (E)  EN
- Пасовка співоча, Melospiza melodia
- Пасовка вохриста, Melospiza lincolnii
- Пасовка болотяна, Melospiza georgiana
- Тауї рудошиїй, Melozone kieneri (E)
- Тауї каньйоновий, Melozone fusca
- Тауї білогорлий. Melozone albicollis (E)
- Тауї чорногорлий, Melozone aberti
- Тауї каліфорнійський, Melozone crissalis
- Чіапа жовтошия, Melozone leucotis
- Чіапа рудощока, Melozone biarcuata
- Пінсон рудий, Aimophila rufescens
- Пінсон рудоголовий, Aimophila ruficeps
- Пінсон чорнодзьобий, Aimophila notosticta (E)
- Тауї зеленохвостий, Pipilo chlorurus
- Тауї плямистий, Pipilo maculatus
- Окаї, Pipilo ocai (E)
- Заросляк жовточеревий, Atlapetes pileatus (E)
- Заросляк великий, Atlapetes albinucha

Родина Spindalidae
- Танагра антильська, Spindalis zena

Родина Іктерієві (Icteriidae)
- Іктерія, Icteria virens

Родина Трупіалові (Icteridae)

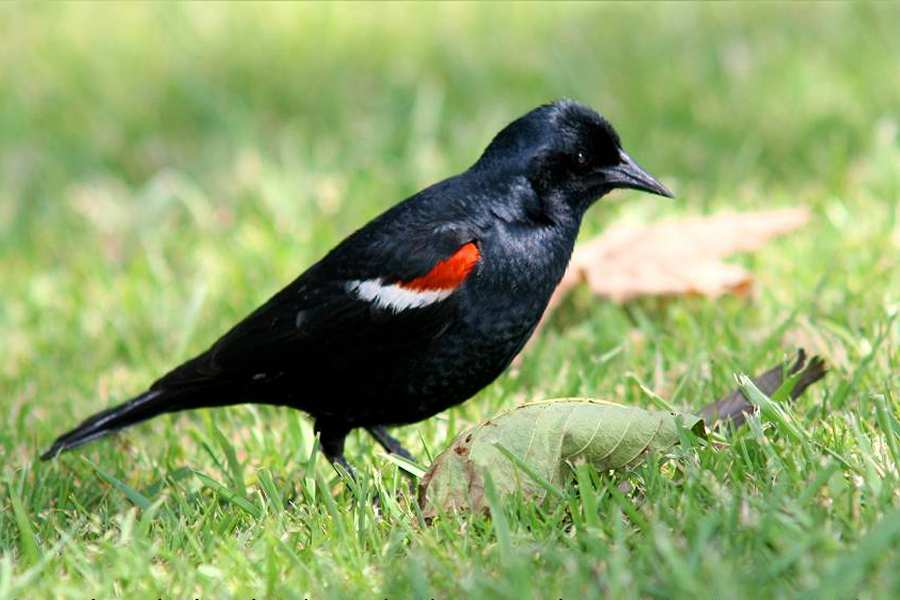
Agelaius tricolor

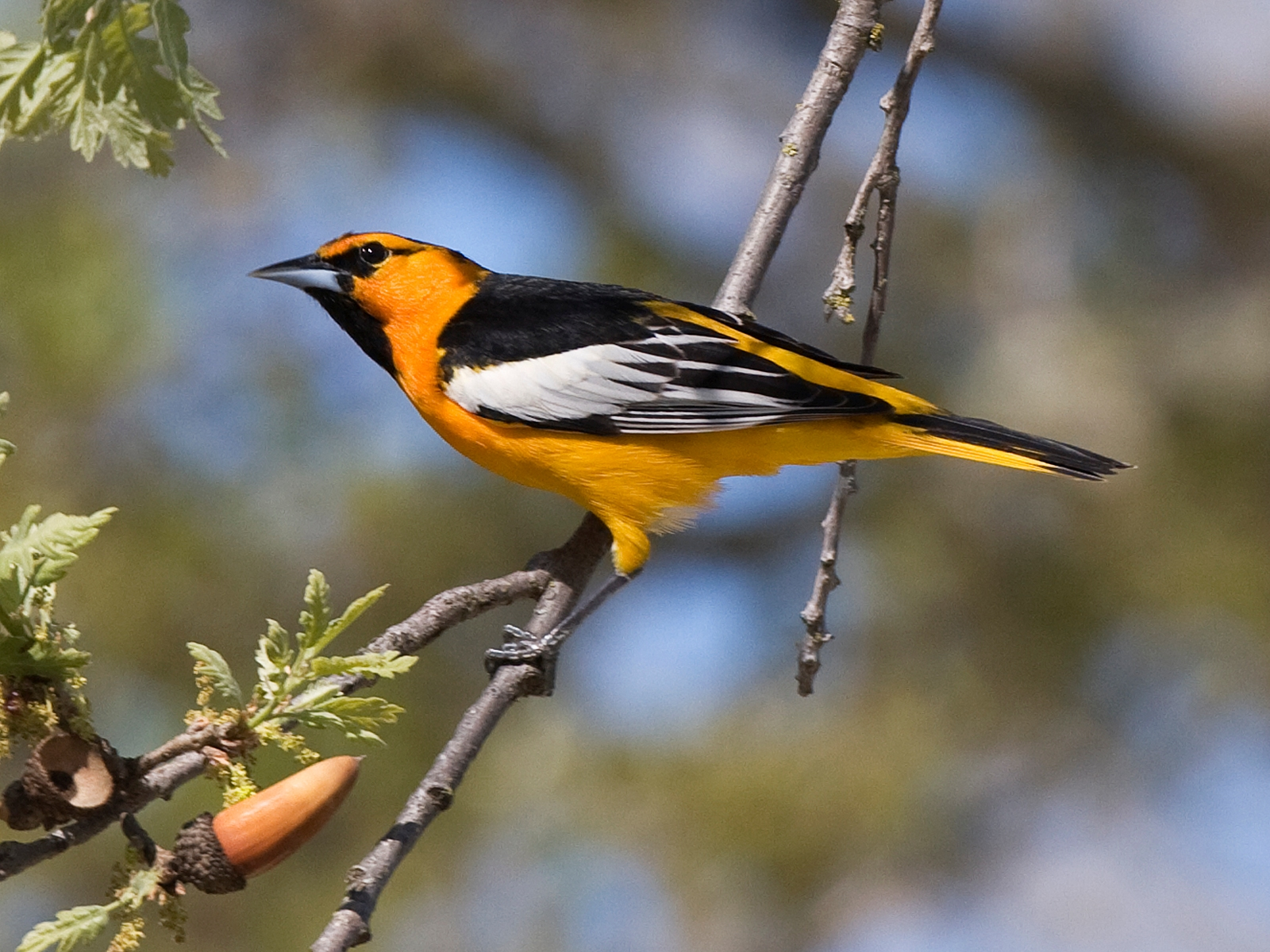
Icterus bullockii

- Тордо жовтоголовий, Xanthocephalus xanthocephalus
- Гоглу, Dolichonyx oryzivorus (A)
- Шпаркос східний, Sturnella magna  NT
- Шпаркос західний, Sturnella neglecta
- Шпаркос аризонський, Sturnella lilianae
- Касик жовтодзьобий, Amblycercus holosericeus
- Касик мексиканський, Cassiculus melanicterus
- Конота товстодзьоба, Psarocolius wagleri
- Конота панамська, Psarocolius montezuma
- Трупіал чорногузий, Icterus wagleri
- Трупіал жовточеревий, Icterus maculialatus
- Трупіал банановий, Icterus prosthemelas
- Трупіал садовий, Icterus spurius
- Трупіал масковий, Icterus cucullatus
- Трупіал чорнокрилий, Icterus chrysater
- Трупіал жовтохвостий, Icterus mesomelas
- Трупіал вогнистоголовий, Icterus pustulatus
- Трупіал золотощокий, Icterus bullockii
- Трупіал юкатанський, Icterus auratus
- Трупіал плямистоволий, Icterus pectoralis
- Трупіал чорноволий, Icterus gularis
- Трупіал чорноголовий, Icterus graduacauda
- Трупіал балтиморський, Icterus galbula
- Трупіал чорноспинний, Icterus abeillei (E)
- Трупіал пальмовий, Icterus parisorum
- Трупіал веракрузький, Icterus fuertesi (E)
- Еполетник червоноплечий, Agelaius phoeniceus
- Еполетник каліфорнійський, Agelaius tricolor  EN
- Вашер синій, Molothrus bonariensis (A)
- Вашер червоноокий, Molothrus aeneus
- Вашер буроголовий, Molothrus ater
- Вашер великий, Molothrus oryzivorus
- Трупіал-чернець галасливий, Dives dives
- Трупіалець північний, Euphagus carolinus (A)  VU
- Трупіалець пурпуровий, Euphagus cyanocephalus
- Гракл пурпуровошиїй, Quiscalus quiscula (A)  NT
- Гракл великохвостий, Quiscalus mexicanus
- Гракл тонкодзьобий, Quiscalus palustris (E)  EX

Родина Піснярові (Parulidae)

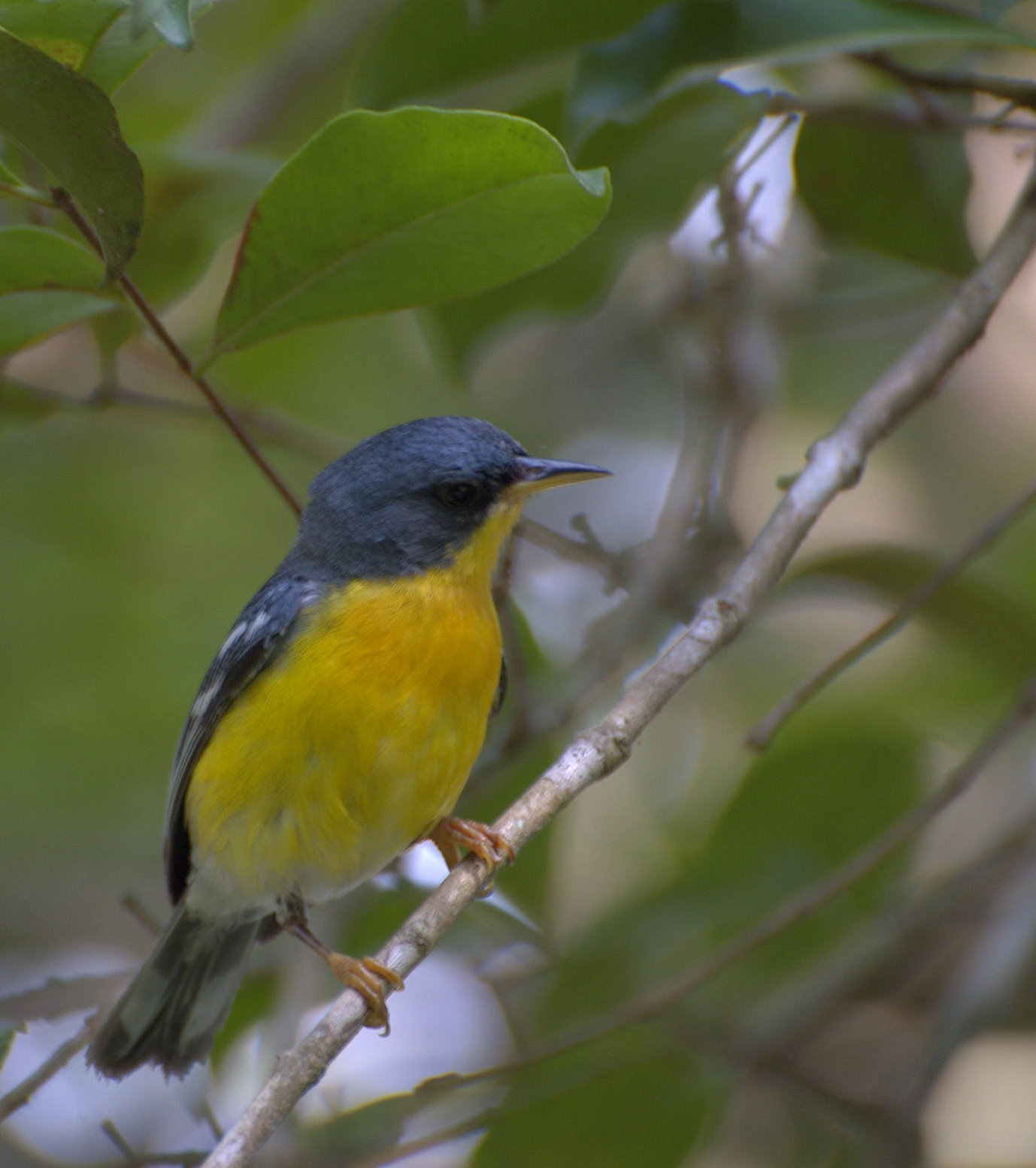
Пісняр тропічний, Setophaga pitiayumi

- Смугастоволець оливковий, Seiurus aurocapilla
- Пісняр-борсучок, Helmitheros vermivorum
- Смугастоволець білобровий, Parkesia motacilla
- Смугастоволець річковий, Parkesia noveboracensis
- Червоїд золотокрилий, Vermivora chrysoptera  NT
- Червоїд жовтоголовий, Vermivora cyanoptera
- Пісняр строкатий, Mniotilta varia
- Пісняр жовтий, Protonotaria citrea
- Пісняр бурий, Limnothlypis swainsonii
- Пісняр мексиканський, Oreothlypis superciliosa
- Червоїд світлобровий, Leiothlypis peregrina
- Червоїд оливковий, Leiothlypis celata
- Червоїд мексиканський, Leiothlypis crissalis
- Червоїд рудогузий, Leiothlypis luciae
- Червоїд сіроголовий, Leiothlypis ruficapilla
- Червоїд жовтоволий, Leiothlypis virginiae
- Цитринка сіровола, Oporornis agilis (A)
- Жовтогорлик сіроголовий, Geothlypis poliocephala
- Цитринка західна, Geothlypis tolmiei
- Цитринка чорновола, Geothlypis philadelphia
- Цитринка жовтогорла, Geothlypis formosa
- Жовтогорлик рудобокий, Geothlypis speciosa (E)  VU
- Жовтогорлик золотистий, Geothlypis beldingi (E)  VU
- Жовтогорлик мексиканський, Geothlypis flavovelata (E)  VU
- Жовтогорлик північний, Geothlypis trichas
- Жовтогорлик кактусовий, Geothlypis nelsoni (E)
- Болотянка чорногорла, Setophaga citrina
- Пісняр горихвістковий, Setophaga ruticilla
- Пісняр-лісовик рудощокий, Setophaga tigrina
- Пісняр-лісовик блакитний, Setophaga cerulea  NT
- Пісняр північний, Setophaga americana
- Пісняр тропічний, Setophaga pitiayumi
- Пісняр-лісовик канадський, Setophaga magnolia
- Пісняр-лісовик каштановий, Setophaga castanea
- Пісняр-лісовик рудоволий, Setophaga fusca
- Пісняр-лісовик золотистий, Setophaga petechia
- Пісняр-лісовик рудобокий, Setophaga pensylvanica
- Пісняр-лісовик білощокий, Setophaga striata (A)
- Пісняр-лісовик сизий, Setophaga caerulescens
- Пісняр-лісовик рудоголовий, Setophaga palmarum
- Пісняр-лісовик сосновий, Setophaga pinus (A)
- Пісняр-лісовик жовтогузий, Setophaga coronata
- Пісняр-лісовик чорнощокий, Setophaga dominica
- Пісняр-лісовик прерієвий, Setophaga discolor
- Пісняр-лісовик південний, Setophaga graciae
- Пісняр-лісовик біловусий, Setophaga nigrescens
- Пісняр-лісовик західний, Setophaga townsendi
- Пісняр-лісовик жовтоголовий, Setophaga occidentalis
- Пісняр-лісовик золотощокий, Setophaga chrysoparia  EN
- Пісняр-лісовик чорногорлий, Setophaga virens
- Пісняр-віялохвіст, Basileuterus lachrymosus
- Коронник рудоголовий, Basileuterus rufifrons
- Коронник золотобровий, Basileuterus belli
- Коронник малий, Basileuterus culicivorus
- Болотянка строкатовола, Cardellina canadensis
- Болотянка мала, Cardellina pusilla
- Пісняр червонолобий, Cardellina rubrifrons
- Червоній білощокий, Cardellina rubra (E)
- Червоній рожевоголовий, Cardellina versicolor
- Чернітка білокрила, Myioborus pictus
- Чернітка чорногорла, Myioborus miniatus

Родина Кардиналові (Cardinalidae)
- Піранга рожевогорла, Piranga roseogularis
- Піранга сонцепера, Piranga flava
- Піранга пломениста, Piranga rubra
- Піранга кармінова, Piranga olivacea
- Піранга жовтогуза, Piranga ludoviciana
- Піранга вогниста, Piranga bidentata
- Піранга білокрила, Piranga leucoptera
- Піранга червоноголова, Piranga erythrocephala (E)
- Габія кармінова, Habia rubica
- Габія червоногорла, Habia fuscicauda
- Кардинал сірочеревий, Caryothraustes poliogaster
- Кардинал мексиканський, Rhodothraupis celaeno (E)
- Кардинал червоний, Cardinalis cardinalis
- Кардинал червоногорлий, Cardinalis sinuatus
- Кардинал-довбоніс жовтий, Pheucticus chrysopeplus
- Кардинал-довбоніс червоноволий, Pheucticus ludovicianus
- Кардинал-довбоніс чорноголовий, Pheucticus melanocephalus
- Гранатела велика, Granatellus venustus (E)
- Гранатела сірогорла, Granatellus sallaei
- Семілеро синій, Amaurospiza concolor
- Лускар сизий, Cyanoloxia cyanoides
- Лускар, Cyanocompsa parellina
- Скригнатка синя, Passerina caerulea
- Скригнатка лазурова, Passerina amoena
- Скригнатка індигова, Passerina cyanea
- Скригнатка рожевочерева, Passerina rositae (E)  NT
- Скригнатка жовтогруда, Passerina leclancherii (E)
- Скригнатка пурпурова, Passerina versicolor
- Скригнатка райдужна, Passerina ciris
- Лускун, Spiza americana

Родина Саякові (Thraupidae)

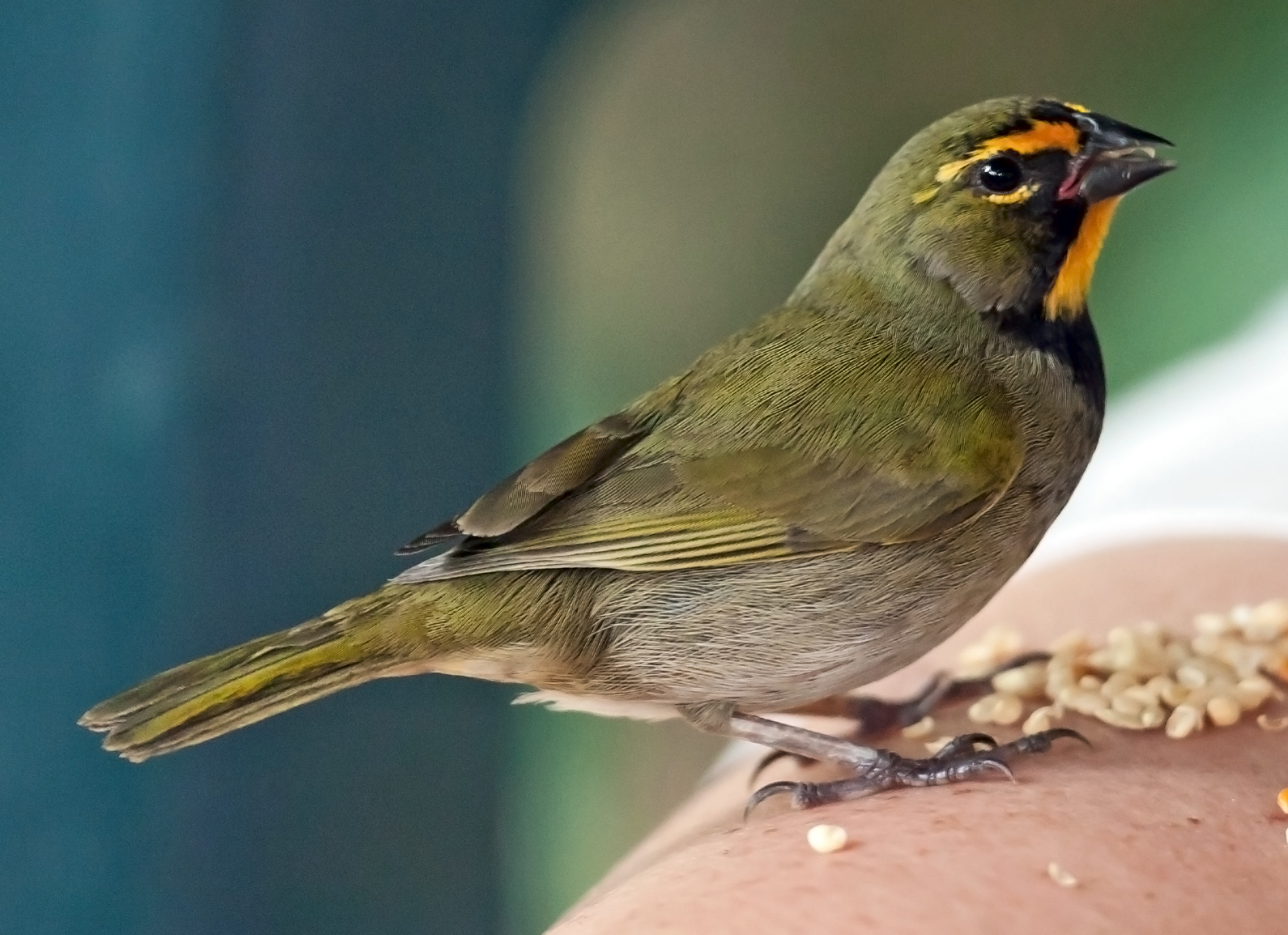
Tiaris olivacea

- Танагра лазурова, Poecilostreptus cabanisi  VU
- Танагра синьощока, Stilpnia larvata
- Саяка блакитна, Thraupis episcopus
- Саяка жовтокрила, Thraupis abbas
- Посвірж короткодзьобий, Sicalis luteola
- Шиферка андійська, Haplospiza rustica (A)
- Квіткокол садовий, Diglossa baritula
- Саї великий, Chlorophanes spiza
- Якарина, Volatinia jacarina
- Танагра сіроголова, Eucometis penicillata
- Танагра-сикіт юкатанська, Lanio aurantius
- Тапіранга білодзьоба, Ramphocelus sanguinolentus
- Тапіранга червоногуза, Ramphocelus passerinii
- Танагра-медоїд лазурова, Cyanerpes lucidus (A)
- Танагра-медоїд бірюзова, Cyanerpes cyaneus
- Цереба, Coereba flaveola
- Потрост золотогорлий, Tiaris olivaceus
- Sporophila funereus
- Зерноїд вороний, Sporophila corvina
- Зерноїд попелястий, Sporophila schistacea (A)
- Зерноїд бурогузий, Sporophila torqueola (E)
- Зерноїд білошиїй, Sporophila morelleti
- Зерноїд малий, Sporophila minuta
- Зернолуск великий, Saltator maximus
- Зернолуск чорноголовий, Saltator atriceps
- Saltator grandis